# Dynastie Yuan
Cette page contient des caractères spéciaux ou non latins. S’ils s’affichent mal (▯, ?, etc.), consultez la page d’aide Unicode.
Pour les articles homonymes, voir Yuan (homonymie).
1271–1368
Entités précédentes :
- Empire mongol
- Dynastie Song

Entités suivantes :
- Dynastie Yuan du Nord
- Dynastie Ming

La dynastie Yuan (chinois : 元朝 ; pinyin : Yuán Cháo), officiellement le Grand Yuan (chinois : 大元 ; pinyin : Dà Yuán ; en moyen mongol ᠳᠠᠢ
ᠦᠨ
ᠦᠯᠦᠰ, Dai Ön Ulus, littéralement « Grand État Yuan »), est une dynastie mongole fondée suivant la tradition chinoise en 1271 par Kubilai Khan, le petit-fils de Gengis Khan, et qui règne sur la Chine jusqu'en 1368.
Formellement, en Chine, elle succède à la dynastie Song et précède la dynastie Ming. Bien que les Mongols dominent la Chine du Nord depuis Gengis Khan, Khubilaï la fait débuter rétroactivement au règne de son grand-père comme fondateur officiel de la dynastie. Toutefois comme les Song tenaient le grand sceau d'empire, on la fait débuter à l'abdication de Hangzhou (1276) ou à l'achèvement de la conquête de la Chine du sud (1279).
Son royaume est, à ce moment-là, isolé des autres Khanats et contrôle la plus grande partie de la Chine moderne et de ses environs, y compris le territoire qui correspond actuellement à la Mongolie. C'est la première dynastie non-chinoise à gouverner toute la Chine et elle dure jusqu'en 1368, date à laquelle la nouvellement fondée dynastie Ming chasse les empereurs Mongols de Chine, ce qui oblige les Gengiskhanides à se replier dans leur patrie mongole, ou ils fondent la dynastie Yuan du Nord. Si certains empereurs Mongols Yuan maîtrisent la langue chinoise, d'autres n'utilisaient que leur langue maternelle, le mongol, et l'Écriture phagpa.
Même si la dynastie Yuan est avant tout le khanat fondé et dirigé par les successeurs de Möngke Khan après la division de l'Empire mongol, dans l'histoire officielle chinoise, elle est considérée comme étant une dynastie ayant reçu le Mandat du Ciel. Même si elle a été établie par Kubilai Khan, ce dernier a inscrit son grand-père Gengis Khan sur les documents impériaux en tant que fondateur officiel de la dynastie, sous le nom posthume "Taizu". Dans son Édit pour Établir le Nom de l'État, Kubilaï a annoncé que le nom de la nouvelle dynastie était "Grand Yuan" et s'est posé en successeur des anciennes dynasties chinoise depuis l'époque des Trois augustes et cinq empereurs jusqu’à la dynastie Tang.
L'empereur Yuan, en plus d'être empereur de Chine, était aussi Grand Khan des Mongols, et à ce titre il régnait sur la Mongolie et était suzerain des trois khanats ayant institutionnalisés les apanages des fils de Gengis : le Khanat de Djaghataï en Asie centrale, la Horde d'or sur les actuelles Russie et Ukraine, et l'Ilkhanat de Perse incluant l'Irak et la plus grande part des actuelles Turquie et Afghanistan. En tant que tel, l'empire Yuan était l'Empire du Grand Khan. Cependant, assez rapidement la soumission des khanats devient purement nominale, chacun poursuivant sa propre politique et entrant souvent en guerre l'un contre l'autre,.

## Datation du début de la dynastie Yuan

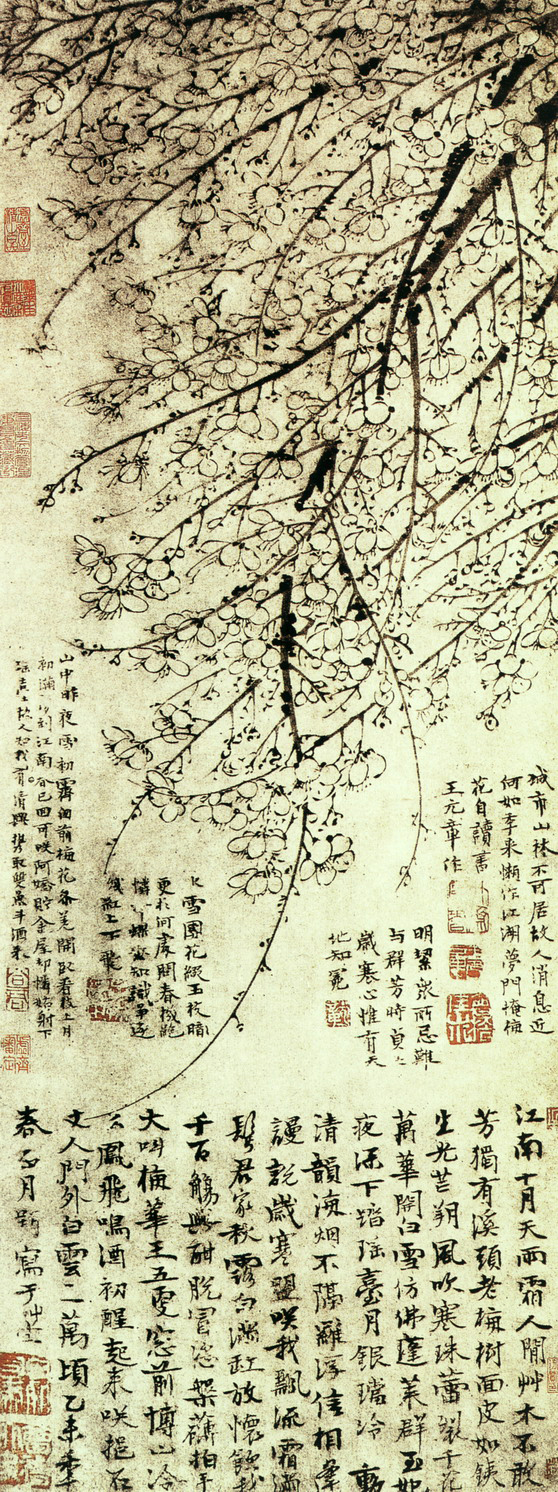
Wang Mian, 1287 1359. Branche de prunier en fleur. Rouleau vertical, encre sur papier,, Musée de Shanghai

Bien que la date de 1271 soit celle de la proclamation par Kubilaï Khan du début de la dynastie, on trouve des documents chinois datés des « années de Yuan Shizu » (元世祖, Kubilaï) antérieures à 1271.
Plusieurs autres dates sont donc proposées pour le commencement de la dynastie :
- 1206, année où, avant de partir à la conquête de la Chine, Temüdjin est élu grand khan des Mongols sous le nom de Gengis Khan ;
- 1234, année où Ögödei Khan, fils de Gengis Khan, conquiert l'empire Jin qui dirige le nord de la Chine ;
- 1260, année du début du règne de Kubilai Khan successeur de son frère Möngke ;
- 1276, année de la réunification de la Chine par la reddition de l'impératrice Song dans sa capitale Hangzhou, et date de la remise à Kubilai du Grand Sceau d'empire.
- Certains choisissent même 1279, date de la reddition des derniers Song et de l'achèvement de la conquête de la Chine du sud par Kubilai.

## Nom
En 1271, Kubilai Khan impose le nom Grand Yuan (chinois : 大元 ; pinyin : dà yuán ; Wade : Ta-Yüan), fondant ainsi la dynastie Yuan. "Dà Yuán" (大元) vient de la clause « 大哉乾元 » (pinyin : dà zāi qián yuán ; litt. « Grand est Qián, le Primordial ») dans la section Commentaires (en) du Classique des changements, sur le premier hexagramme Qián (乾). Le pendant en langue mongole est Dai Ön Ulus, également rendu en Ikh Yuan Üls ou Yekhe Yuan Ulus. En Mongol, Dai Ön (translittération en Moyen mongol du Chinois « Dà Yuán ») est souvent utilisé en conjonction avec Yeke Mongghul Ulus (lit. « Grand État Mongol »), ce qui donne ᠳᠠᠢ
ᠦᠨ
ᠶᠡᠬᠡ
ᠮᠣᠩᠭᠣᠯ
ᠦᠯᠦᠰ (Dai Ön Yeqe Mongɣul Ulus), soit « Grand Yuan Grand État Mongol ».
La dynastie Yuan est également connue par les occidentaux comme étant la « dynastie Mongole » ou la « Dynastie Mongole de la Chine », tout comme la dynastie Qing est aussi appelé en occident la « Dynastie Mandchoue » ou la « Dynastie Mandchoue de la Chine ». Le Yuan est parfois aussi connu sous le nom d'« Empire du Grand Khan » ou de « Khanat du Grand Khan » qui est présent sur certaines cartes Yuan, puisque les Empereurs Yuan portent le titre de Khagan (Grand Khan), même s'il est purement nominal. Néanmoins, les deux termes peuvent aussi se référer au Khanat de l'époque de l'Empire mongol directement gouverné par les Grands Khans avant l'établissement effectif de la dynastie Yuan par Kubilai Khan en 1271.

## Histoire

### Sources historiques
L’Histoire des Yuan, Yuan Shi, histoire officielle de la dynastie Yuan, fut écrit en 1370 sous la direction de Song Lian (宋濂). Suivant la structure des histoires officielles, il est constitué d'un ensemble de traités thématiques et de biographies. Ce travail, réalisé très rapidement, reçut de nombreuses critiques sous la dynastie Qing, et fit l'objet d'une version corrigée, la Nouvelle histoire des Yuan, Xin Yuanshi, par Ke Shaomin, achevée en 1920. Le voyage de Marco Polo en Chine s'est également déroulé sous cette dynastie, donnant une vision plus européenne de celle-ci. Les invasions mongoles de la Corée (rapportées notamment dans l'« histoire de Goryeo », 高麗史) et du Japon sont également le fait de cette dynastie, cela a permis de conserver différents témoignages de cette période du point de vue ce ces deux pays.

### Les Mongols et la Chine avant Kubilai Khan

#### Gengis Khan (1206 - 1227)
Temüjin, un chef de clan Mongol, réussit à unifier sous son commandement toutes les tribus Mongoles. En 1206, un Qurultay, lui décerne le titre de Khagan, soit « Grand Khan » ou « Khan des Khan », reconnaissant ainsi sa suprématie sur les autres chefs Mongols. Il prend alors le titre de Gengis Khan, et entreprend la conquête des royaumes voisin, marquant ainsi le début de l'expansion de l'Empire mongol.
Entre 1203 et 1209, soit avant même la fin de l'unification du peuple Mongol, il lance ses trois premières campagnes contre les Xia occidentaux, des Tangoutes qui contrôlent le nord-ouest de la Chine. Vaincu, l'empereur des Xia devient le vassal des Mongols et promet d'associer ses troupes à celles du Khan en cas de besoin.
Cette occasion arrive vite, car quelques années plus tard, Gengis Khan s'attaque aux Jürchens de la Dynastie Jin, qui contrôlent le nord et le nord-̈est de la Chine. La première bataille importante entre les Mongols et les Jürchen est la bataille de Yehuling, qui a lieu en 1211. De cette date à 1215, les Mongols ravagent la Chine du Nord et s'emparent de la Mandchourie, la terre natale des Jurchens. Finalement, les Jin perdent la moitié nord de leur empire et se retrouvent coincé entre deux ennemis : les Mongols au nord et la dynastie chinoise des Song au sud.
Entre 1216 et 1221, les Jin bénéficient d'un répit relatif, Gengis Khan étant occupé à l'ouest par la conquête des Kara-Khitans et de l'empire Khorezmien. Quand il revient en Chine, c'est pour attaquer à nouveau les Xia occidentaux, qui se sont révoltés contre les Mongols. Il meurt le 18 août 1227 pendant le siège de Xingqing (zh) (aujourd'hui district de Xingqing à Yinchuan, capitale de la région autonome hui du Ningxia), la capitale des Xia.

#### Ögedeï (1228 — 1241)
C'est Ögedeï, le troisième fils de Gengis Khan, qui succède à son père et devient Grand Khan. Son premier acte est d'achever la campagne contre les Xia lancée par son père : leur capitale tombe et le royaume Tangoute est rayé de la carte avant la fin de l'année.
En 1231, les Mongols envahissent le royaume de Goryeo, le roi signe sa reddition en 1232 et un général représentant l'empereur mongol s'installe à Kaesong, la capitale. Le chef du gouvernement Choe U fuit sur l'île de Kanghwa la même année et demande à la population de résister. Lorsque le général mongol meurt, une seconde invasion est déclenchée.
Toujours en 1231, Ögedeï relance la guerre contre la Dynastie Jin qui, entre-temps, a usé ses dernières forces dans une guerre inutile contre la dynastie Song. Le conflit s’arrête en 1234, avec la chute de Kaifeng, la dernière capitale des Jin et la disparition de la dynastie Jurchen. Pendant la guerre, Ögedei offre à son neveu Kubilai un poste à Xingzhou, au Hebei. Kubilai ne sait pas lire le chinois, mais sa mère Sorghaghtani lui a attache les services de plusieurs professeurs Han dès son plus jeune âge. À son nouveau poste, il demande l'avis de conseillers bouddhistes et confucéens chinois.
Kubilai n'est pas le seul a s'entourer de conseillers chinois, car de nombreux chinois et Khitan ont fait défection au profit des Mongols pour combattre les Jin depuis le début de la guerre. Ainsi, deux chefs chinois, Shi Tianze et Liu Heima (劉黑馬, alias Liu Ni),,,, et le chef Khitan Xiao Zhala (蕭札剌) font défection et reçoivent le commandement de 3 Tümens dans l'armée Mongole,,,, et ce, pendant le règne d'Ogedei. Il y a en tout 4 Tümens Han (chinois) et 3 Tümens Khitan au sein de l'armée mongole, chaque Tümen étant une division forte de 10 000 soldats. À l'époque d'Ögedei, Les Tümens Khitan sont sous les ordres des généraux Shimobeidier (石抹孛迭兒), Tabuyir (塔不已兒), et Zhongxi, le fils de Xiaozhacizhizi (蕭札刺之子重喜). Pour ce qui est des Tümens Han, ils sont commandés par les généraux Zhang Rou, Yan Shi, Shi Tianze et Liu Heima.
Pendant son règne, le second Kaghan lance également la troisième invasion du royaume de Goryeo, ainsi que le début de l'invasion de la Chine du Sud de la Dynastie Song. En dehors de la Chine, il organise également des expéditions militaires vers le Moyen-Orient et l'Europe.
Ögedeï meurt subitement le 11 décembre 1241, pendant une partie de chasse. Sa veuve Töregene assume la régence de 1241 à 1246, date de l'élection de leur fils Güyük, qui règne pendant deux ans. C'est ensuite au tour de Möngke, un autre petit-fils de Gengis Khan de prendre les rênes du pouvoir.

#### Möngke (1251 — 1259) et sa succession
Möngke succède a Güyük en 1251. Une fois au pouvoir, il confie à son frère Kubilai la gestion des territoires Mongols en Chine. Ce dernier fait construire des écoles pour former des érudits confucéens, émet des billets de banque, relance les rituels chinois et approuve des politiques qui stimulent la croissance agricole et commerciale. Kubilai choisit comme capitale la ville de Kaiping en Mongolie intérieure, qui sera renommée plus tard Shangdu. Il confie la rénovation de sa nouvelle capitale à Liu Binzhong, un ancien moine Chan aux talents d'ingénieur.
Pour ce qui est de sa politique extérieure, Möngke poursuit la politique d'expansion territoriale de ses prédécesseurs. Ainsi, en 1253, les Mongols prennent le contrôle du Tibet et en 1254, une quatrième invasion de la Corée est lancée. Mais cela ne suffit pas pour mater le Goryeo, et Möngke doit lancer une cinquième et une sixième campagne avant que le roi de Goryeo ne finisse par se rendre aux Mongols en 1258.
Le quatrième Kaghan poursuit la guerre contre la dynastie Song initiée par Ögedeï, au prix d'un déploiement de forces considérable : l'armée mongole qui envahit le sud de la Chine est beaucoup plus importante que celle envoyé pour envahir le Moyen-Orient en 1256. Lorsqu'il part aider Kubilai dans la guerre contre les Song, Möngke charge son jeune frère Ariq Boqa d'administrer le centre de l'empire et Karakorum. Aussi, lorsque Möngke meurt au Sichuan en 1259, sans avoir désigné de successeur, Ariq convoque un Qurultay a Karakoroum, qui le désigne Kaghan,. Mais Kubilai, qui vise également le trône, convoque également un Qurultay, à Kaiping, sa capitale personnelle, qui le désigne également Kaghan. C'est le début d'une guerre civile qui va embraser l'empire Mongol.
Pour arriver a vaincre son frère et rival, Kubilai doit obtenir la coopération de ses sujets chinois pour assurer l'approvisionnement de son armée, qui a des besoins énormes en ressources diverses. Il renforce sa popularité auprès de ses sujets en modelant son gouvernement sur la bureaucratie des dynasties chinoises traditionnelles et en adoptant le nom d’ère Zhongtong, qui signifie "règne modéré". Si Ariq a pour lui de contrôler de plus vaste territoires que Kubilai et d’être le maître de la Mongolie, la terre natale des Mongols; il est entravé par un manque chronique d'approvisionnement pour ses soldats. Après quatre ans de combats, il se rend en 1264. Mais même si Kubilai est vainqueur, il n'est pas pour autant le maître de tout l'empire Mongol. En effet, les trois khanats occidentaux (la Horde d'or, le Khanat de Djaghataï et l'Ilkhanat) agissent tous de manière autonomes, les Ilkhans étant même les seuls a reconnaître Kubilai comme Kaghan,. Pire, l'Ilkhanat et la Horde d'Or continuent de s'affronter dans leur propre guerre, sans que le nouveau Kaghan puisse y faire quoi que ce soit. Bref, les troubles liés à la guerre civile ont définitivement divisé l'empire mongol.

### Kubilai Khan

#### Début du règne

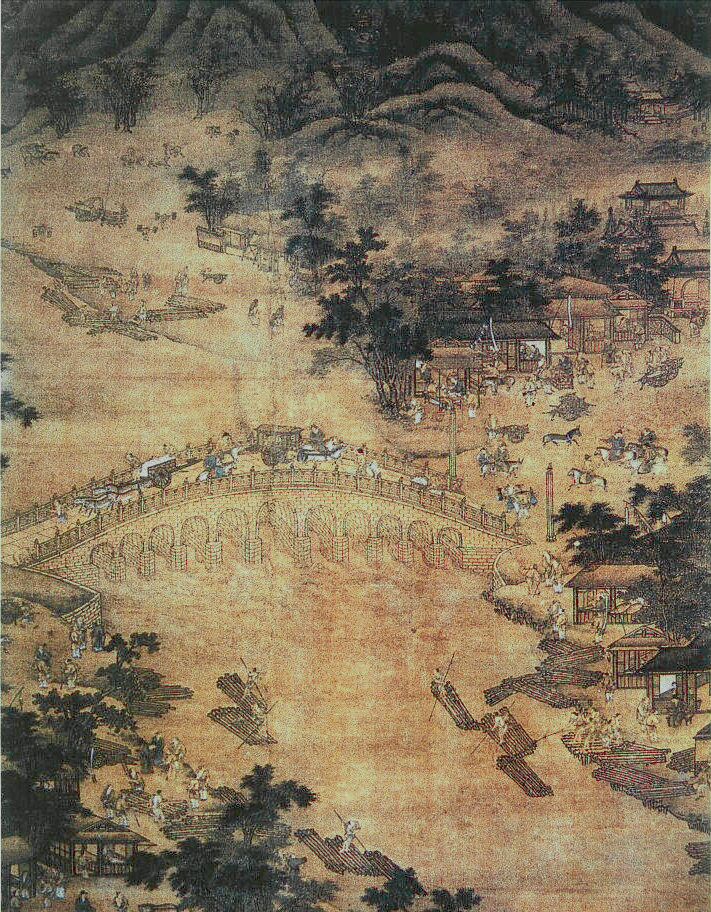
Transport de matériaux sous le règne de Kubilaï pour les constructions qu'il entreprit dans l'enceinte du palais impérial de Pékin. Vue sur le pont Marco Polo construit sous les Song

Même s'il est proclamé Kaghan en 1260 par un Qurultay, Kubilai doit donc attendre sa victoire sur Ariq en 1264, pour accéder réellement au khanat, en ayant presque conquis l'intégralité de la Chine. L'instabilité trouble les premières années de son règne. En effet, Kaidu, le petit-fils d'Ögedei, refuse de se soumettre et menace la frontière occidentale du domaine de Kubilai,, tandis que la dynastie hostile mais affaiblie des Song reste un obstacle dans le sud. Kubilai commence par sécuriser sa frontière nord-est en 1259 en installant le prince Wonjong, qui était son otage, sur le trône du Goryeo, qui devient un État vassal, versant un tribut aux Mongols. Il assure également son emprise sur le Tibet en établissant en 1264 à Khanbalik une Commission de contrôle nommée en chinois 总制院 / 總制院, zǒngzhìyuàn puis 宣政院, xuānzhèngyuàn, chargée des affaires bouddhiques de l’empire et du contrôle administratif et militaire du Tibet. Il nomme Drogön Chögyal Phagpa à la tête de cette commission, ce qui permet à ce dernier, et à l’école Sakyapa dont il est le chef, de devenir le pouvoir politique prééminent au Tibet. Selon les Mongols actuels, Phagpa fut le premier à « inaugurer la théologie politique de la relation entre l'État et la religion dans le monde bouddhiste tibéto-mongol »,.
Mais Kubilai est aussi menacé par des troubles internes. Li Tan, le gendre d'un puissant fonctionnaire, déclenche une révolte contre le régime mongol en 1262. Après avoir réussi à réprimer ladite révolte, Kubilai réduit l'influence des conseillers Han au sein de sa cour, car il craint que sa dépendance à l'égard des autorités chinoises ne le rende vulnérable à de futures révoltes et défections au profit des Song.
Après 1262, le gouvernement de Kubilai est un compromis entre la préservation des intérêts mongols en Chine et la satisfaction des exigences de ses sujets chinois. Il institue les réformes proposées par ses conseillers chinois en centralisant la bureaucratie, étendant la circulation des billets de banque et en maintenant les monopoles traditionnels du sel et du fer. Il recrée le Secrétariat impérial et conserve telle quelle la structure administrative locale héritée des anciennes dynasties chinoises. Cependant, Kubilai rejette les propositions visant à relancer les examens impériaux confucéens et divise la société yuan en trois, puis quatre classes, les Han occupant le rang inférieur. Finalement, les conseillers chinois de Kubilai détiennent toujours un pouvoir important au sein du gouvernement, mais leur rang officiel est plus que flou.

#### Fondation de la dynastie

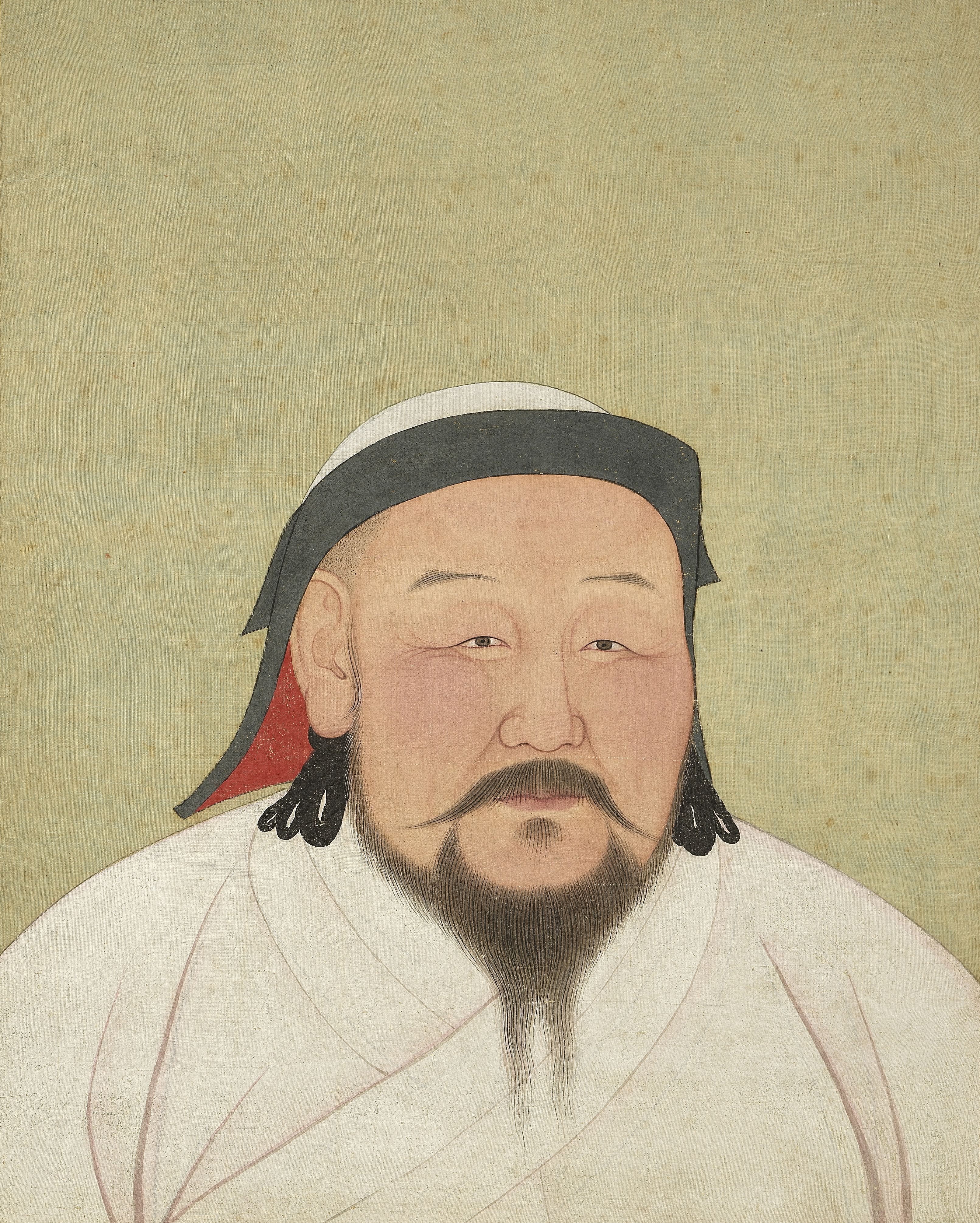
Kubilai Khan, fondateur de la dynastie Yuan

Dès 1264, Kubilai prépare le déménagement de la capitale mongole de Karakorum en Mongolie à Khanbalik, en faisant construire une nouvelle ville près de Zhongdu, l'ancienne capitale des Jurchen, (actuellement Pékin) à partir de 1266. Il fait entreprendre de grands travaux dans sa nouvelle capitale particulièrement dans la zone du palais, où sont créés des jardins avec lacs artificiels et ponts. Comme il l'avait déjà fait à Kaiping, il confie l'organisation et la supervision des travaux à Liu Binzhong. Quand la capitale est transférée à Khanbalik, Kaipingfu devint Shangdu (« ancienne capitale » ou « capitale du Nord », plus connue sous la dénomination de Xanadu), qui lui sert un temps de résidence d'été.

En 1271, Kubilai revendique formellement le Mandat du Ciel et déclare que 1272 est la première année du Grand Yuan (chinois : 大元) dans le plus pur style des anciennes dynasties chinoise. Le nom de la dynastie provient du Yi Jing et décrit l'"origine de l'univers" ou une "force primaire". Kubilai proclame Khanbalik "Daidu" (chinois : 大都 ; pinyin : Dàdū ; litt. « Grande Capitale ») de la dynastie. Le nom d’ère est changé en Zhiyuan pour annoncer une nouvelle ère de l'histoire chinoise. L'adoption d'un nom dynastique légitime le régime mongol en l'intégrant dans la succession de dynasties qui marque la politique traditionnelle chinoise. Khubilai travaille son image publique d'empereur sage en suivant les rituels de la bienséance confucéenne et de la vénération des ancêtres, tout en conservant ses racines de maître des peuples des steppes.

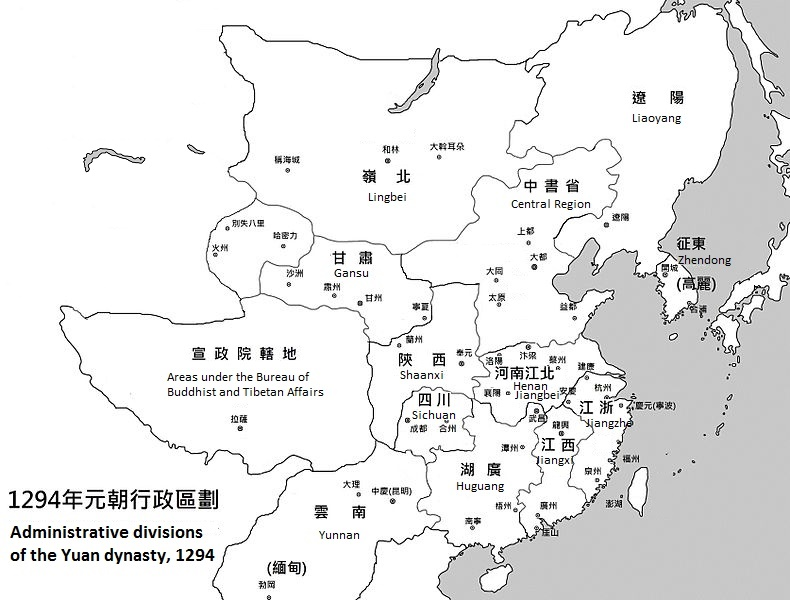
Divisions administrative de la Dynastie Yuan en 1294

Kubilai Khan favorise la croissance commerciale, scientifique et culturelle. Il soutient les marchands du réseau commercial de la Route de la soie en protégeant le système postal mongol, en construisant des infrastructures, en accordant des prêts pour financer les caravanes commerciales et en encourageant la circulation des billets de banque (chinois traditionnel : 鈔 ; pinyin : Chāo). Au début de la dynastie Yuan, les Mongols continent à émettre des pièces de monnaie, mais pendant le règne de Külüg Khan les pièces de monnaie sont complètement remplacées par du papier-monnaie. Ce n'est que pendant le règne de Togoontomor que le gouvernement de la dynastie Yuan tente de remettre en circulation des pièces de cuivre,,. La Pax Mongolica, la "paix mongole", permet la diffusion des technologies, des marchandises et de la culture entre la Chine et l'Occident. Kubilai fait agrandir le Grand Canal du sud de la Chine, jusqu'à Daidu/Kanbalik au nord. La domination mongole a un visage cosmopolite sous Kubilai Khan, qui accueille à sa cour des visiteurs étrangers, comme les Vénitiens dont le fils rédigera ensuite Le Livre de Marco Polo, récit européen le plus connu et le plus détaillé sur la Chine des Yuan. Ce Livre de Marco Polo inspirera plus tard d'autres voyageurs, dont Christophe Colomb, pour trouver un passage vers l'Extrême-Orient à la recherche de ses richesses légendaires.

#### Campagnes militaires et conquêtes
Après avoir renforcé son gouvernement dans le nord de la Chine, Kubilai poursuit une politique expansionniste conforme à la tradition des impérialismes mongol et chinois. Dans le Sud, il lance une nouvelle offensive massive contre la dynastie Song. Poursuivant la politique d'assimilation militaire commencée dès l'époque de Gengis Khan, la dynastie Yuan crée une "Armée Han" (chinois traditionnel : 漢軍) à partir des troupes de la défunte dynastie Jin et une "Armée nouvellement soumise" (chinois traditionnel : 新附軍), à partir des troupes des Song qui font défection. Kubilai assiège Xiangyang entre 1268 et 1273, une ville fortifiée qui est le dernier obstacle l’empêchant de s'emparer du riche bassin du fleuve Yangzi. En parallèle, il lance en 1274 une expédition navale infructueuse contre le Japon. Si le Japon reste hors de sa portée, il avance en Chine du sud. En 1276, Kubilaï attaque et prend Lin'an (Hangzhou), qui est à la fois la capitale des Song et la ville la plus riche de la Chine. S'il réussit à capturer l'impératrice et le prince héritier, la cour parvient à s'enfuir vers le sud et intronise un jeune enfant, le frère de l'empereur déchu, qui devient l'empereur Song Bing. Les loyalistes Song sont vaincus définitivement par les Mongols lors de la bataille de Yamen en 1279. Le dernier empereur Song meurt noyé à la fin des combats, mettant fin à la dynastie Song. La conquête des territoires des Song permet la réunification totale du nord et du sud de la Chine pour la première fois en trois cents ans. Parallèlement à ses guerres d'expansion, à partir de 1268 Kubilai doit gérer une guerre ouverte avec son ancien allié Qaïdu, qui cherche à s'emparer du Khanat de Djaghataï.
Le gouvernement de Kubilai fait face à des difficultés financières après 1279, les guerres et les projets de construction ayant vidé le trésor mongol. De plus, la corruption et les scandales politiques entravent les efforts de collecte et de recouvrement des recettes fiscales. Des expéditions militaires mal gérées font suite aux problèmes financiers. La deuxième invasion du Japon par Kubilai en 1281 échoue à cause d'un typhon imprévu et les expéditions que le Kaghan organise contre le Đại Việt, le Champa et Java, échouent toutes les unes après les autres. Toutefois, il remporte une victoire à la Pyrrhus contre la Birmanie. Ces expéditions sont entravées par la maladie, un climat inhospitalier et un terrain tropical inadapté à la guerre de cavalerie des Mongols,. La dynastie Trần qui règne sur le Đại Việt vainc les Mongols à la bataille du Bạch Đằng. Ceci étant, même s'ils ne sont pas vaincus, le Đại Việt, la Birmanie et le Champa reconnaissent l'hégémonie mongole et établissent des relations tributaires avec la dynastie Yuan.
Dans le même temps, des conflits internes menacent Kubilai au sein de son empire et il est obligé de réprimer des rébellions contestant son pouvoir au Tibet et dans le nord-est. Sa femme préférée meurt en 1281 et son héritier en 1285. Kubilai se décourage et néglige ses fonctions d'empereur. Il tombe malade en 1293 et décède le 18 février 1294, ses descendants reprenant le titre de khagan de la Dynastie Yuan.

### Les successeurs de Kubilai

#### Temür Khan

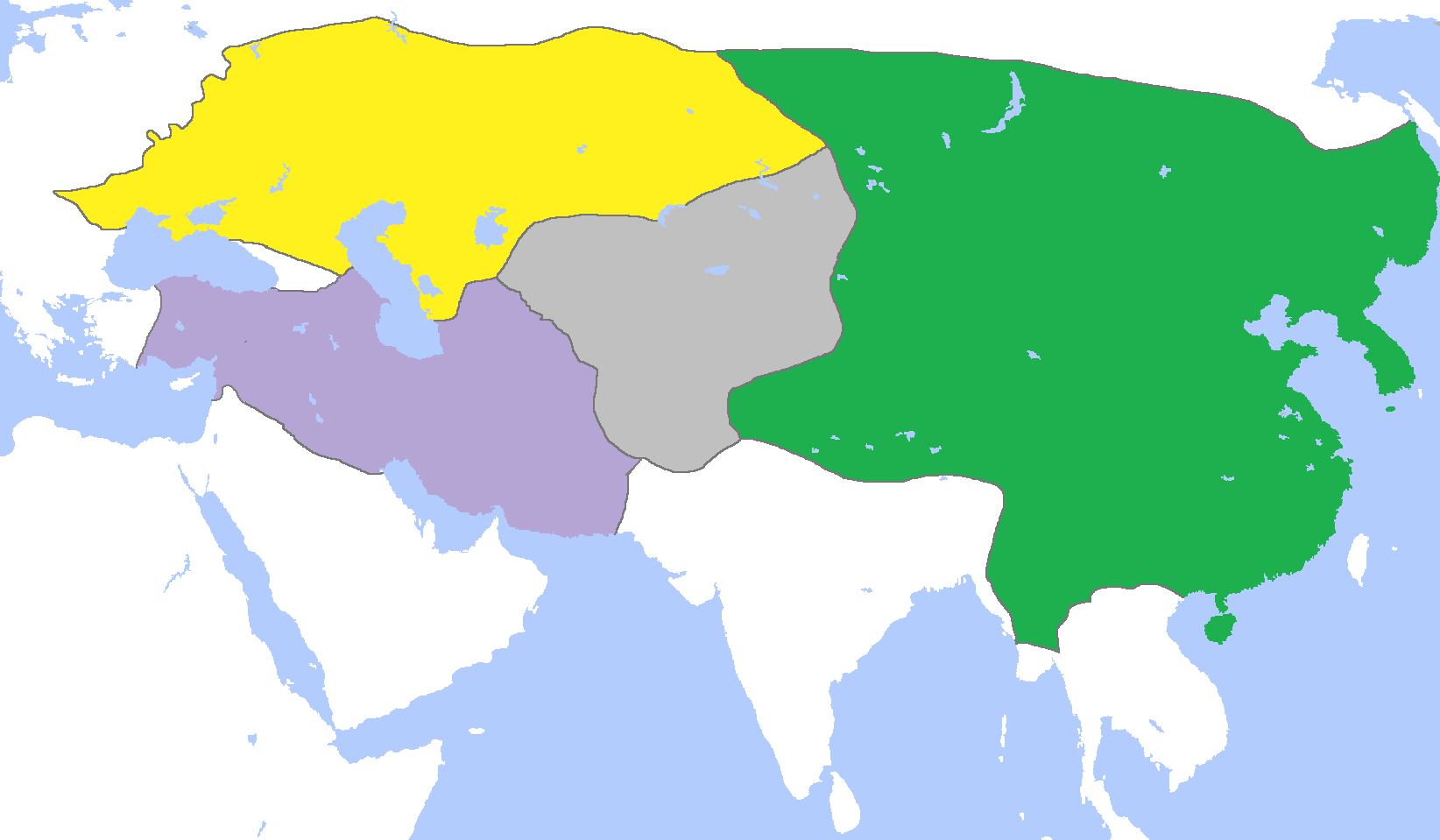
Divisions de l'Empire mongol vers 1300 :
Jaune : Horde d'or
Gris : Khanat de Djaghataï
Vert : Dynastie Yuan
Violet : Empire ilkhanide

Après la conquête du royaume de Dali en 1253, les membres de l'ancienne dynastie régnante, les Duan, reçoivent le titre de Maharajah. Les chefs locaux sont nommés Tusi, ce qui fait d'eux des officiels impériaux chargés d'appliquer les décisions du gouvernement. Ce système mis en place par les Yuan sera repris au cours des siècles par les dynasties Ming et Qing, principalement dans la province du Yunnan, avant d'être aboli au XXe siècle. La succession au trône de la dynastie Yuan va rapidement s'avérer être un problème insoluble, provoquant au fil des années et des règnes beaucoup de conflits et de luttes internes. Cela commence la fin du règne de Kubilai. Ce dernier avait nommé son fils aîné, Zhenjin, prince héritier, mais le fils meurt avant le père, en 1285. Faute de successeur désigné, c'est le troisième fils de Zhenjin qui monte sur le trône, avec le soutien de sa mère Kökejin et du ministre Bayan, et règne sous le nom de Temür Khan, ou empereur Chengzong, de 1294 à 1307. Temür Khan décide de conserver et de poursuivre une grande partie de ce que son grand-père a mis en place. Il fait également la paix avec le successeur de Qaïdu, mettant ainsi fin à la guerre qui durait depuis 1268, tous les khanats mongols occidentaux ainsi qu'avec les pays voisins comme le Vietnam, qui reconnaissent nominalement sa suzeraineté et versent un tribut aux Yuan pendant quelques décennies. Cependant, la corruption qui avait commencé à se répandre à la fin du règne de Kubilai commence à prendre de l'ampleur pendant le règne de Temür Khan.

#### Külüg Khan

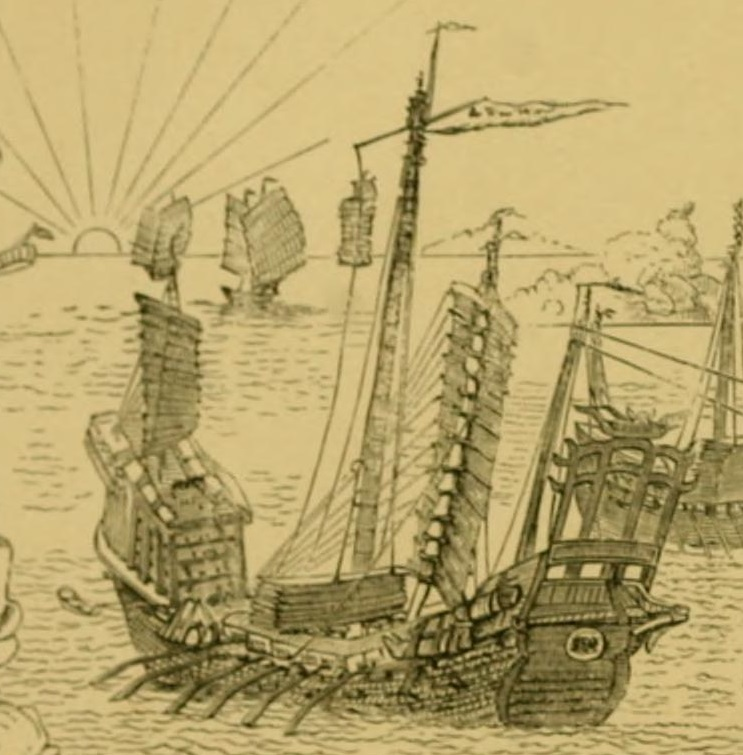
Illustration représentant une Jonque du XIVe siècle, sous la dynastie Yuan

Külüg Khan (Empereur Wuzong) monte sur le trône après la mort de Temür Khan. Contrairement à son prédécesseur, il ne poursuit pas les politiques de Kubilai, rejetant largement ses objectifs. Plus important encore, il introduit une politique axée sur les réformes monétaires. Durant son court règne (1307-11), le gouvernement sombre dans des difficultés financières, en partie à cause des mauvaises décisions prises par Külüg. Au moment de sa mort, la Chine est lourdement endettée et la Cour Yuan doit faire face à un mécontentement populaire.

#### Ayurbarwada Buyantu Khan
Buyantu Khan (Ayurbarwada), le quatrième empereur Yuan, est un empereur compétent. Il est le premier empereur Yuan depuis Kubilai à soutenir activement et adopter la culture chinoise dominante, ce qui provoque le mécontentement d'une partie de l'élite mongole. Il a comme mentor Li Meng (zh) (李孟), un universitaire confucéen. Il procède à de nombreuses réformes, dont la liquidation du Département des affaires d'État (尚書省), qui aboutit à l'exécution de cinq des plus hauts fonctionnaires de l'administration. À partir de 1313, les examens impériaux traditionnels sont réintroduits pour les futurs fonctionnaires, testant leurs connaissances sur des œuvres historiques importantes. De plus, il codifie une grande partie du droit et fait publier ou traduire un certain nombre de livres et d'ouvrages Chinois.

#### Gegeen Khan et Yesün Temür Khan

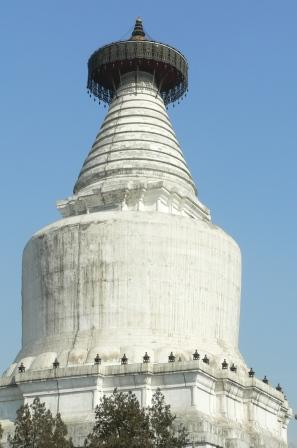
Stūpa blanc du Temple Miaoying

L'empereur Gegeen Khan, le fils et successeur d'Ayurbarwada, ne règne que deux ans, de 1321 à 1323. Il poursuit la politique de son père visant à réformer le gouvernement sur la base des principes confucéens, avec l'aide de son nouveau grand chancelier Baiju. Pendant son règne, il promulgue officiellement, le Da Yuan Tong Zhi (chinois : 《大元通制》 ; litt. « Institutions globales du Grand Yuan »), un vaste ensemble de codes et de règlements de la dynastie Yuan dont la rédaction a commencé pendant le règne de son père. Gegeen est assassiné lors d'un coup d'État impliquant cinq princes d'une faction rivale, peut-être l'élite des steppes opposée aux réformes confucéennes. Ils placent Yesün Temür Khan (ou Taidingdi) sur le trône mais, après une tentative infructueuse de calmer les princes, ce dernier est également victime d'un régicide.
Jusqu'au règne de Yesün Temür, la Chine avait été relativement épargnée par les rébellions populaires et ce depuis la fin du règne de Kubilai. Cependant, la dynastie Yuan commence alors à perdre le contrôle des régions habitées par des minorités ethniques. L'apparition de ces révoltes et la répression qui s'ensuit aggravent les difficultés financières du gouvernement Yuan, qui doit adopter des mesures pour augmenter les recettes, comme la vente de certains postes officiels, et réduire ses dépenses pour certains postes budgétaires.

#### Jayaatu Khan Tugh Temür et ses successeurs

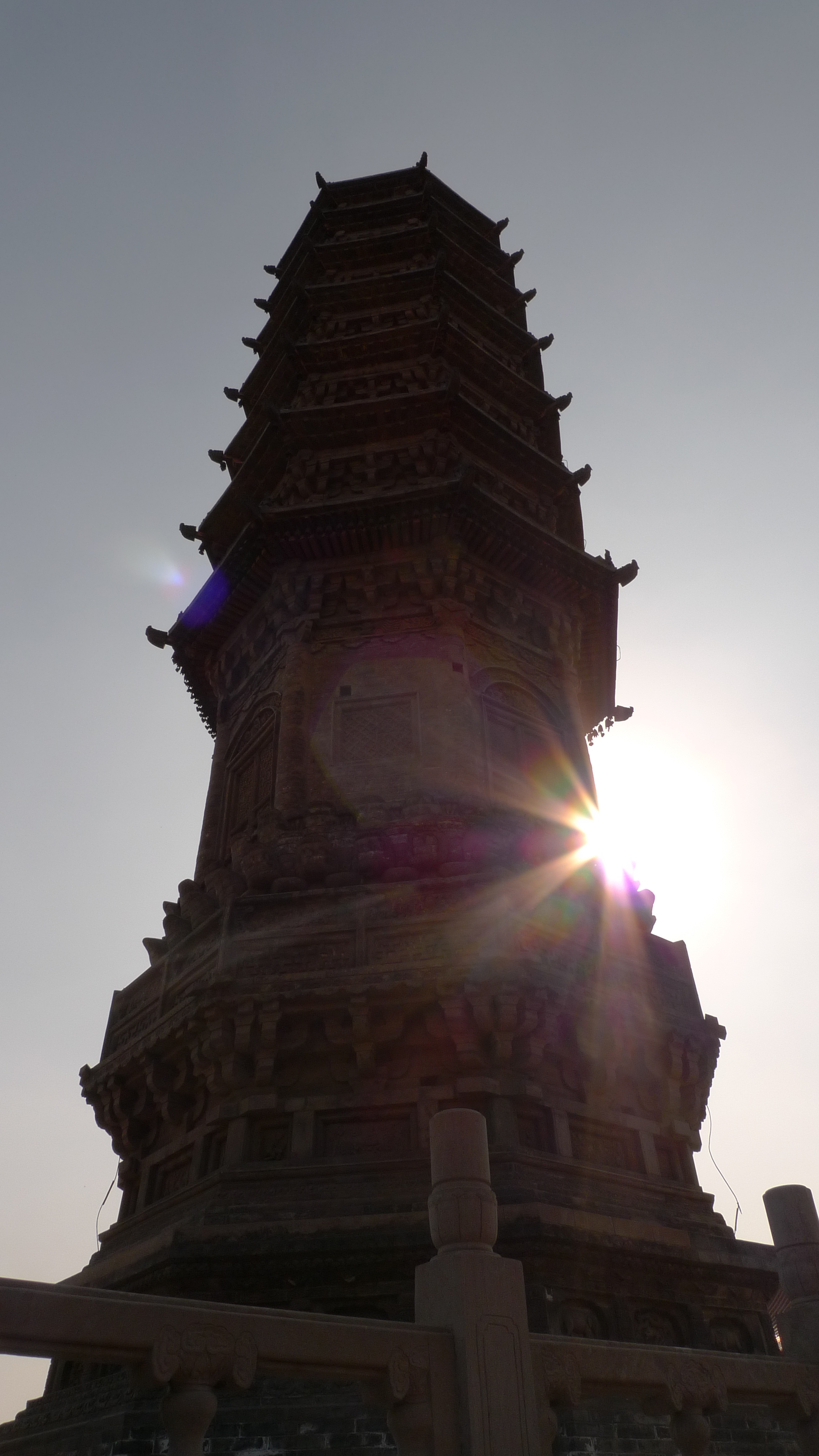
La Pagode du temple Bailin (Xian de Zhao, Hebei), construite en 1330, pendant la dynastie Yuan.

Lorsque Yesün Temür meurt à Shangdu en 1328,Tugh Temür est rappelé à Khanbalik par le commandant Qipchaq, El Temür. Il monte sur le trône sous le nom de Tövtömör Khan (empereur Wenzong) à Khanbalik, tandis que le fils de Yesün Temür, Ragibagh Khan, monte lui aussi sur le trône à Shangdu avec le soutien de Dawlat Shah, le serviteur préféré de Yesün Temür. Obtenant le soutien de princes et d'officiers du nord de la Chine et d'autres régions de l'empire Yuan, Tugh Temür, basé à Khanbalik, déclenche et remporte une guerre civile contre Ragibagh, connue sous le nom de Guerre des deux capitales. Par la suite, Tugh Temür abdique en faveur de son frère Kusala, soutenu par Eljigidey, le Khan du Khanat de Djaghataï, et annoncé son intention de l'accueillir à Khanbalik. Cependant, Kusala meurt subitement quatre jours seulement après un banquet avec Tugh Temür, peut-être après avoir été empoisonné par El Temür. Ce qui est sûr, c'est que finalement Tugh Temür remonte sur le trône et envoie des délégués dans les Khanats mongols occidentaux (la Horde d'or, le Khanat de Djaghataï et l'Ilkhanat) pour être accepté comme suzerain du monde mongol. Cependant, ces messages ne peuvent pas masquer le fait qu'il est surtout une marionnette du puissant El Temür pendant ses trois dernières années de règne. Ce dernier purge les fonctionnaires pro-Kusala et donne le pouvoir aux seigneurs de guerre, dont le règne despotique marque clairement le déclin de la dynastie.
Comme la bureaucratie est dominée par El Temür, Tugh Temür est surtout connu pour sa contribution culturelle à l'héritage des Yuan. Il adopte de nombreuses mesures pour honorer le confucianisme et promouvoir les valeurs culturelles chinoises. Son effort le plus concret de patronage de l'enseignement chinois est la fondation de l'Académie du Pavillon de l'Étoile de la littérature (chinois traditionnel : 奎章閣學士院), fondée au printemps 1329 et destinée à entreprendre "un certain nombre de tâches relatives à la transmission de la haute culture confucéenne à l'établissement impérial mongol". L'académie est responsable de la compilation et de la publication d'un certain nombre de livres, mais sa réalisation la plus importante est la compilation d'un vaste compendium institutionnel nommé Jingshi Dadian (chinois traditionnel : 《經世大典》). Tugh Temür soutient le Néoconfucianisme de Zhu Xi et se consacre également au bouddhisme.

#### Togoontomor
Après la mort de Tugh Temür en 1332 et la mort subséquente de Rinchinbal (empereur Ningzong) la même année, Togoontomor (empereur Huizong), alors âgé de 13 ans, est rappelé du Guangxi et monte sur le trône. Il est le neuvième et dernier successeur de Kubilai Khan sur le trône de Chine. Après la mort d'El Temür, Bayan devient un fonctionnaire aussi puissant qu'El Temür l'avait été au début de son long règne. En grandissant, Togoontomor fini par désapprouver le régime autocratique du Bayan. En 1340, il s'allie avec Toqto'a, un neveu de Bayan en désaccord avec son oncle, et bannit le trop puissant fonctionnaire après un coup d'État. Avec la destitution de Bayan, les Toqto'a prennent le pouvoir au sein de la Cour. Sa première administration fait clairement souffler un vent de nouveauté au sein de la Cour Yuan et donne les premiers signes d'une orientation nouvelle et positive au sein du gouvernement central. L'un de ses projets réussis est d'achever les histoires officielles des dynasties Liao, Jin et Song, qui sont achevées en 1345. Pourtant, Toqto'a démissionne de son poste, avec l'approbation de Togoontomor, marquant ainsi la fin de sa première administration. Il n'est pas rappelé au gouvernement avant 1349.

### Déclin de l'empire

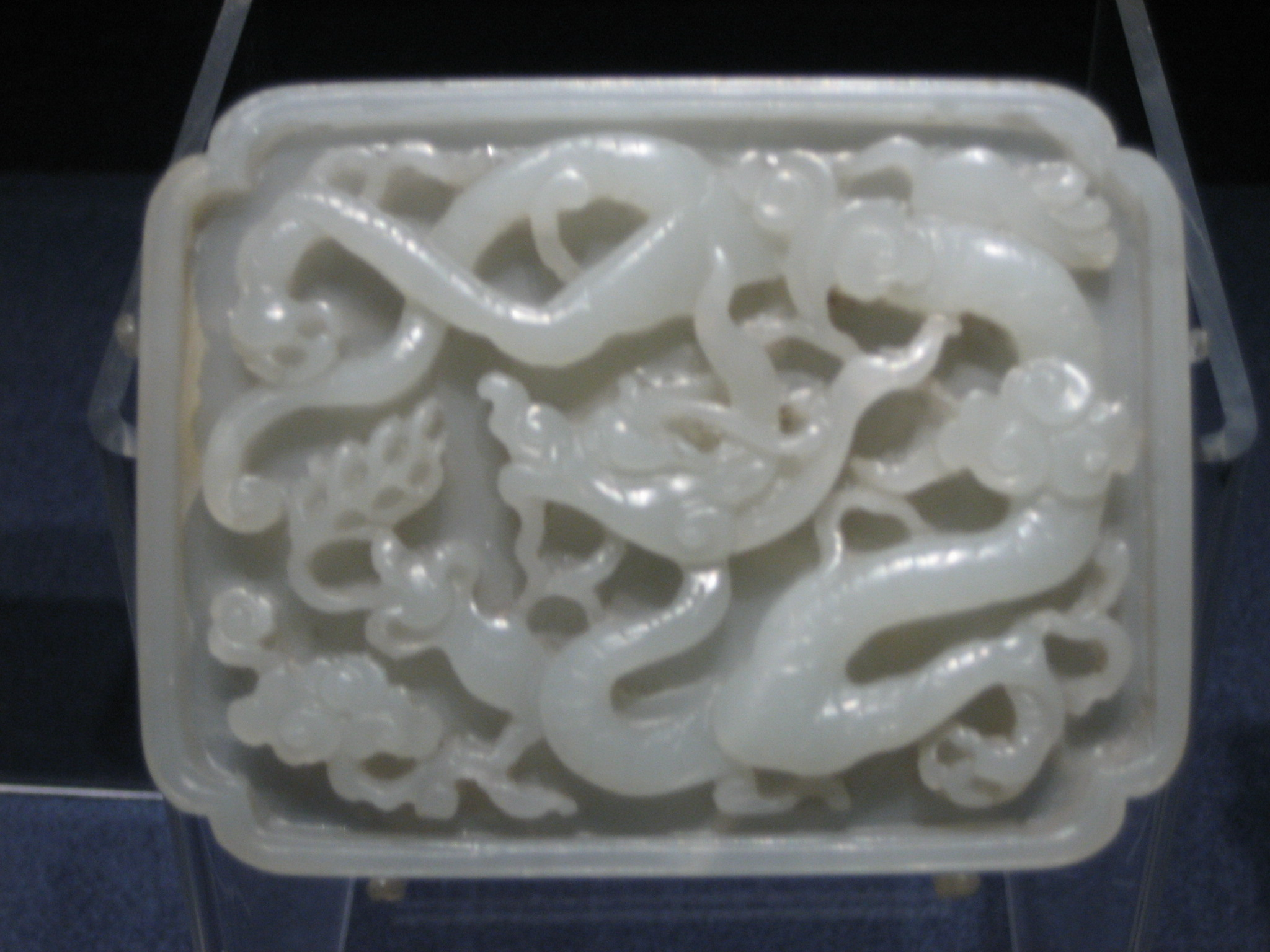
Plaque de ceinture en jade de la dynastie Yuan avec des motifs sculptés en forme de dragon.

Les dernières années de la dynastie Yuan sont marquées par les conflits, la famine et l'amertume de la population mais aussi par les ravages de la Peste noire. Avec le temps, les successeurs de Kubilai Khan ont perdu toute influence sur les autres terres mongoles d'Asie, tandis que les Mongols vivant en dehors de l'Empire du Milieu les considèrent comme étant trop chinois. Peu à peu, ils perdent également de l'influence en Chine. Les règnes des derniers empereurs Yuan sont courts et marqués par des intrigues et des rivalités. Ne s'intéressant pas à l'administration, ils se coupent à la fois de l'armée et de la population, tandis que la Chine est déchirée par les dissensions et les troubles. Les hors-la-loi ravagent le pays sans avoir à craindre l'intervention des armées Yuan, qui s'affaiblissent.
À partir de la fin des années 1340, les populations rurales souffrent de fréquentes catastrophes naturelles telles que les sécheresses, les inondations et les famines qui en résultent. L'absence de politique efficace de la part du gouvernement pour pallier ces catastrophes entraîne une perte du soutien populaire. En 1351, c'est le début de la rébellion des Turbans rouges, dont une des branches provenait de la Secte du lotus blanc, qui se transforme en soulèvement national. La tradition chinoise prétend que le signal de l'insurrection anti-mongole fut donné le soir de la Fête de la mi-automne par des messages dissimulés dans les gâteaux de lune, consommés par les seuls Hans. En 1354, lorsque Toghtogha prend le commandement d'une grande armée pour écraser les Turbans Rouges, Togoontomor le congédie soudainement par peur d'être trahi. Il en résulte, d'une part, le rétablissement du pouvoir de Togoontomor et, d'autre part, un affaiblissement rapide de l'administration centrale. Il n'a pas d'autre choix que de s'en remettre au pouvoir militaire des seigneurs de guerre locaux et perd progressivement tout intérêt pour la politique. Il finit par cesser d'intervenir dans les luttes politiques. Le coup de grâce est donné par Zhu Yuanzhang, le fondateur de la dynastie Ming, qui a étudié les techniques militaires mongoles et prend la tête du mouvement des Turbans Rouges. Alors que les rebelles approchent de Khanbalik, Togoontomor s'enfuit à Shangdu en 1368. Il tente de reprendre Khanbalik, en vain. Il meurt à Yingchang (cette ville se situait dans l'actuelle Mongolie intérieure) deux ans plus tard, en 1370. Les armées chinoises commencent à attaquer la Mongolie en 1380 et la capitale, Karakorum, tombe en 1388.
Le prince de Liang, Basalawarmi, établit une principauté dans le Yunnan et le Guizhou, réduite par les armes en 1381. En 1387, les forces Yuan, commandées par Naghachu se maintenant en Mandchourie, se rendent à leur tour à la dynastie Ming. Ce qu'il reste des Yuan ne règne plus que sur la Mongolie et, même si nom de Grand Yuan (大元) est officiellement conservé, à partir de cette date, ils sont connus sous le nom de dynastie Yuan du Nord.
Certains descendants de la famille royale Yuan vivent encore dans la province du Henan.

## La Chine sous les Yuan

### Fonctionnement de l'Empire

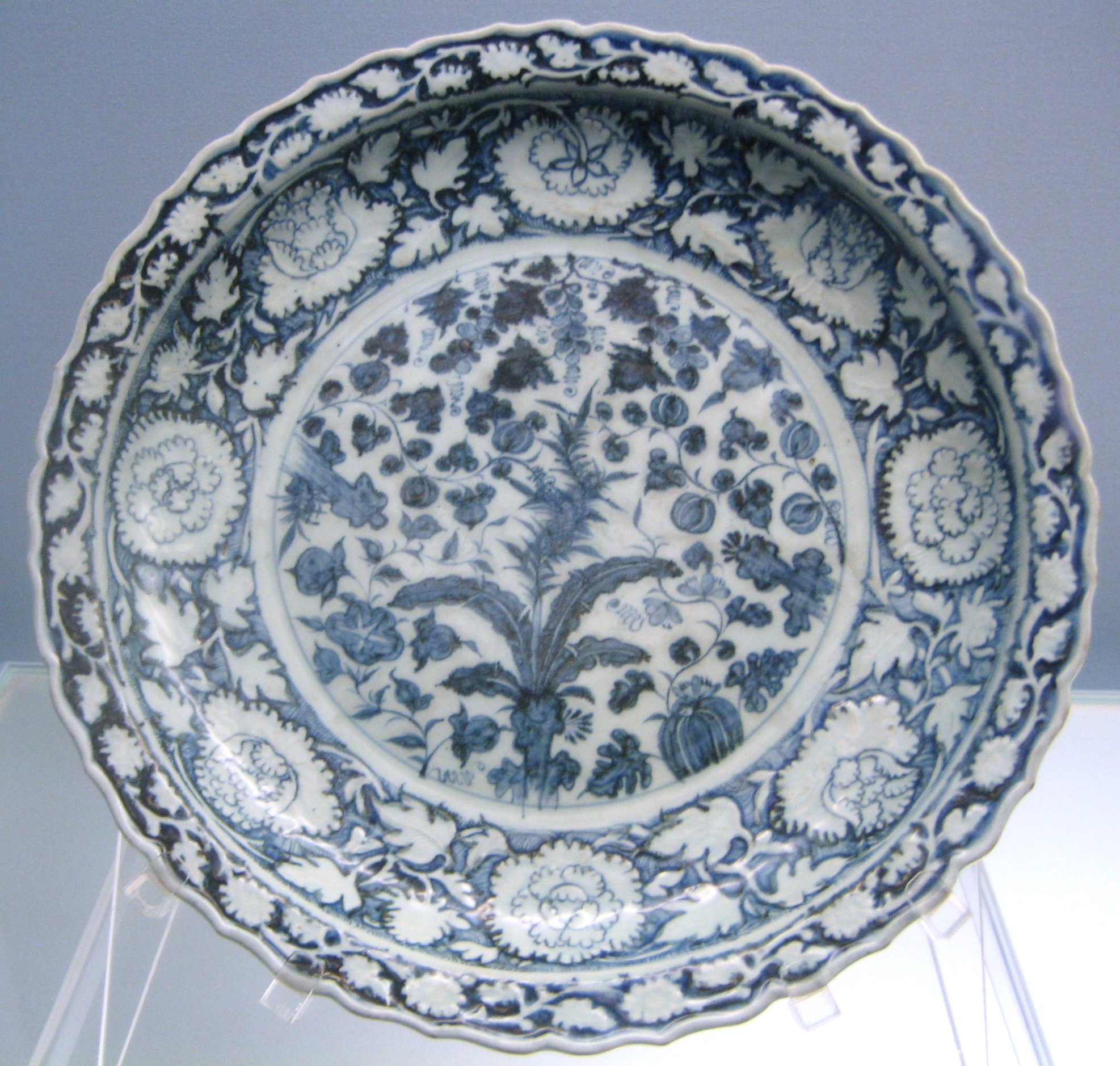
Plat à bordue à huit feuilles. Porcelaine à fond peint vernissé et décor appliqué bleu, melons, bambous et raisins, Jingdezhen, Yuan tardif, Shanghai Museum

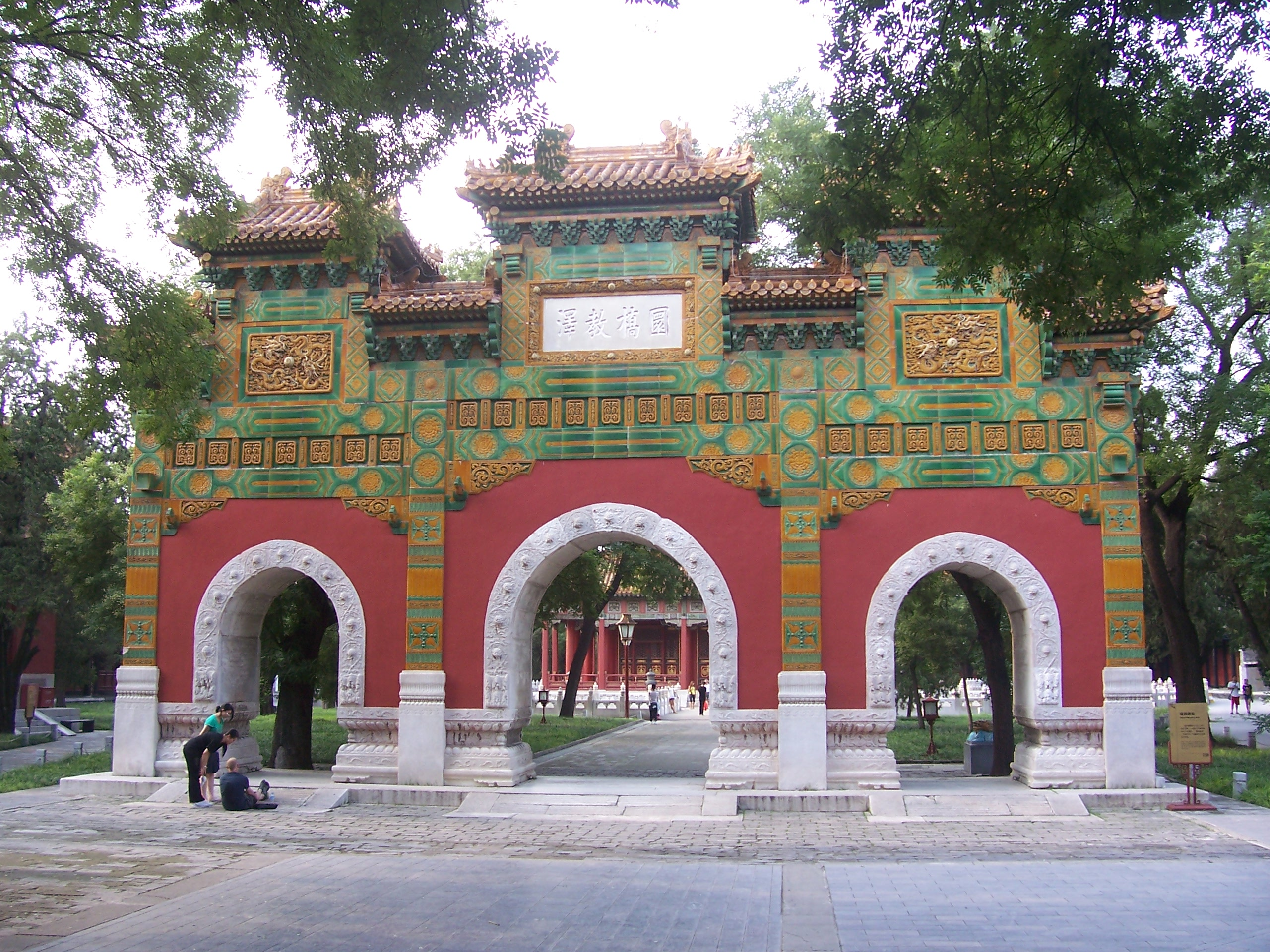
Porte du Collège impérial (Guozijian) à Pékin. Le Guozijian date de la Dynastie Yuan.

Les souverains mongols ne réussirent jamais à trouver leurs marques, partagés depuis Kubilaï entre le désir d'affirmer leur supériorité de caste dirigeante et celui d'être de vrais empereurs de Chine maîtrisant le fonctionnement du pays. Kubilaï mit en place un système qui consistait à utiliser les réseaux déjà existants (administration, structures religieuses, etc.) tout en gardant au maximum le contrôle grâce à une concentration accrue des pouvoirs dans des services administratifs centralisés ou entre les mains de personnes de confiance, et en imposant des restrictions à la participation des Han à l'administration.
La population était en effet divisée en quatre castes ethniques bien distinctes. Les Mongols constituaient la première, et les autres peuples dits « aux yeux colorés », d'Asie centrale ou même d'Europe, la seconde. Les Chinois (Han), Jurchens et Mandchous de l'ancien territoire Jin, dits « du Nord », faisaient partie de la troisième caste, les Chinois et ethnies habitant l'ancien territoire des Song du Sud constituaient la dernière caste.
Tous les postes importants étaient réservés aux Mongols. Les mariages entre les Mongols et les autres castes étaient interdits, ce qui entretint la séparation ethnique et conserva sa nature étrangère à la famille et à la noblesse impériales. Sur la partie du territoire en majorité Han, les Yuan choisirent dans la mesure du possible des non-Han comme employés de l'administration, dont des étrangers, européens parfois. Les fonctionnaires Han étaient souvent envoyés en poste aux confins de l'empire.
Ce régime fut par la suite partiellement assoupli, par exemple par Renzong qui réinstaura en 1313 les examens d'accès à la fonction publique, entamant l'exclusivité mongole sur certaines fonctions.
Jamais réellement chinois, les empereurs Yuan eurent néanmoins des tuteurs et conseillers chinois qui les influencèrent. Chengzong (成宗) et Renzong (仁宗）en particulier, avaient à cœur de développer leur nouveau domaine. Ce dernier, éduqué par Li Meng (李孟) un néo-confucianiste, était aussi influencé par les taoïstes qui avaient réussi à le persuader que, né le jour anniversaire du dieu Zhenwu, il en était l'incarnation. Il fit faire de grand travaux sur le mont Wudang en son honneur. Mais de manière générale, les empereurs Yuan furent jugés trop sinisés par les nobles mongols et encore trop mongols par les Chinois.
Une grande tolérance était observée de la part des Mongols vis-a-vis des religions autochtones.

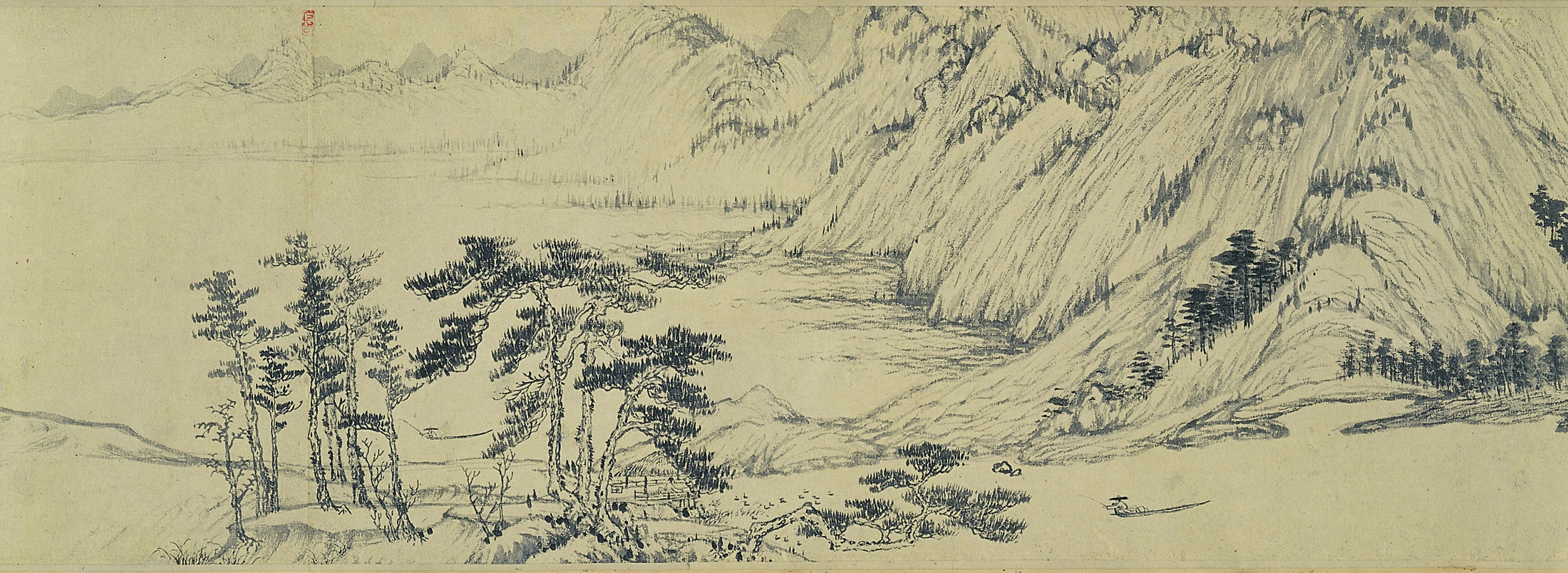
Huang Gongwang, 1269 1354. Maison dans les monts Fuchun. Détail. encre sur papier, h 33 cm, l totale 640 cm. National Palace Museum, Taipei

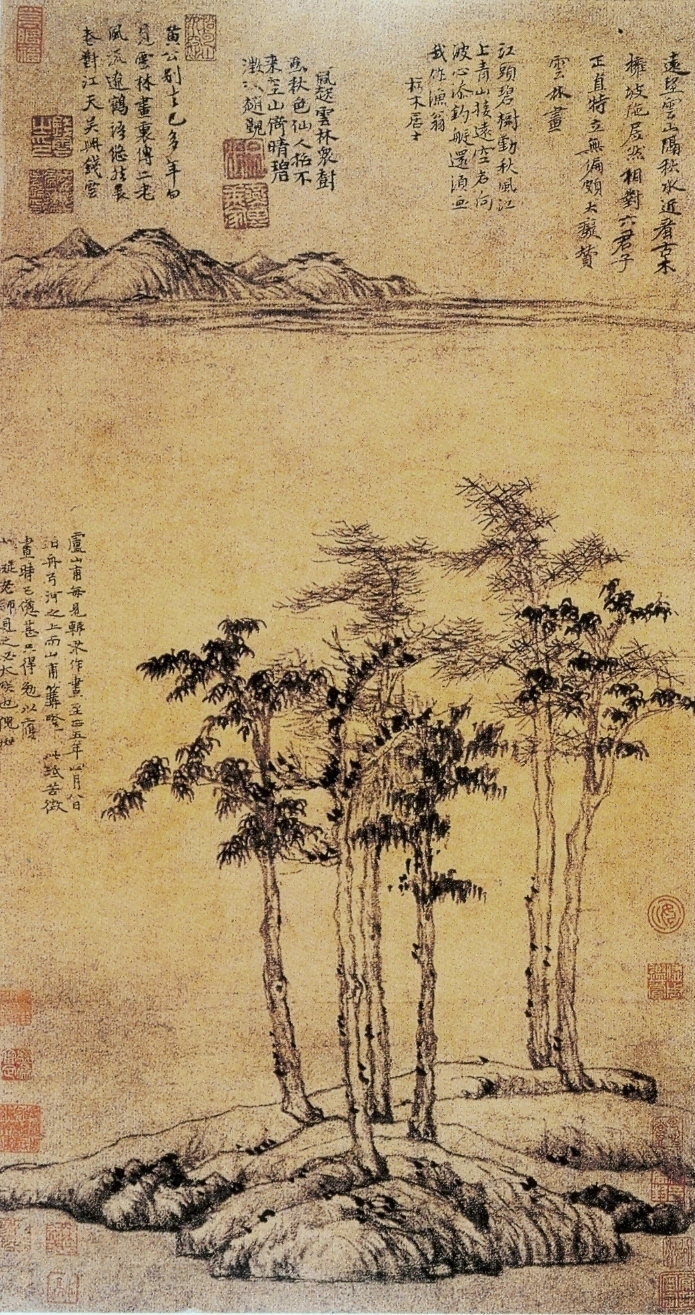
Ni Zan (1301 — 1374), Six gentilshommes, Rouleau mural, encre sur papier, 1345, 61,9 x 33 cm. Musée de Shanghai

### Développements culturels
Pendant la dynastie Yuan de nombreuses influences enrichirent la culture et les connaissances.
- des connaissances scientifiques et techniques étrangères pénétrèrent en Chine. La cartographie et la géographie progressèrent. Les mathématiciens Zhu Shijie et Guo Shoujing poursuivirent les efforts entamés sous les Song. Ce dernier est également le concepteur du premier système d'irrigation de pâturages tenté dans la région de Shangdu (Kaiping). L'astronomie progressa avec la création d'une clepsydre très perfectionnée et d'observatoires à Dadu et sur le mont Song. Jamal al-Din, astronome d'origine persane, conçut le calendrier de la dynastie. De nouveaux instruments scientifiques furent inventés, dont la sphère armillaire ;
- le théâtre connut un grand essor. Les empereurs entretenaient des troupes au palais, et c'est à cette époque que fut introduit l'accompagnement instrumental. Parmi les pièces marquantes de la période : l'Histoire du pavillon d'Occident (Xixiang ji) de Wang Shifu. La littérature en langue vernaculaire, le roman et la littérature de voyage se développèrent ;
- c'est aussi à cette période que les premiers explorateurs européens arrivèrent en Chine. Parmi eux Marco Polo, qui restera de 1275 à 1291 en Chine et dont l'ouvrage, le Livre des merveilles du monde, est à l'origine de la fascination que la Chine exerce sur les Européens. C'est sous les Yuan que pourront voyager la poudre explosive, l'imprimerie, les techniques d'ingénierie et les pratiques médicales ;
- également visite de l'explorateur musulman Ibn Battûta ;
- le bouddhisme Chan, représenté par Zhongfeng Mingben (中峰明本, 1263–1323) originaire de Hangzhou, eut un moment les faveurs du Khan, mais le bouddhisme tibétain finit par l'emporter lorsque Kubilaï accorda en 1269 le contrôle de l'ensemble des bouddhistes au chef de la lignée Sakyapa nommé ;
- les mélanges de population aux confins occidentaux de l'empire s'accompagnèrent d'une expansion de l'Islam. Des communautés musulmanes et ouïgoures commencent à se constituer au Xinjiang, au Gansu et au Yunnan ;
- les régions de politique chinoise des Hans, centrées sur la préfecture de Jinhua (金华府/金華府) auront par contre une certaine continuité Des Song aux Mings[100]

La réponse faite par Möngke Khan à Guillaume de Rubrouck venu le convertir exprime clairement la politique de liberté religieuse des Mongols. Tout en ayant adopté le bouddhisme tibétain, les empereurs et la noblesse conservèrent beaucoup de leurs traditions, comme les cérémonies au dieu du Ciel Tenggeri accompagnées de libations d'alcool à base de lait de jument (kumiz) avant les batailles. Kubilaï entretenait des shamans à la cour. Les empereurs déléguèrent le contrôle de l'ensemble du taoïsme à deux écoles, Quanzhen Dao au nord du Chang Jiang et Zhengyi Dao au sud, entraînant le regroupement de nombreux mouvements sous leur bannière. De nos jours encore, ces deux dénominations recouvrent la majorité des écoles taoïstes.
Bien que le système des examens ait été aboli et les lettrés supplantés par la noblesse mongole ou des étrangers, les empereurs Yuan manifestèrent du respect pour le temple de Confucius qu'ils firent rénover. Lorsque le régime des examens fut restauré en 1315, ils imposèrent la version standardisée de Zhu Xi, plus simple, confirmant la position dominante du néo-confucianisme dans l'ensemble confucéen. Cette disposition sera reprise par les Ming.
Peu avant la fondation de la dynastie, alertés par les incursions mongoles en Europe, Saint Louis et le Pape avaient envoyé des ambassadeurs franciscains au Khan, Guillaume de Rubrouck et Jean de Plan Carpin, pour sonder ses intentions et tenter (en vain) de le convertir.

### Écriture de la dynastie Yuan

Billet de banque de 1287 et sa matrice, comportant écriture phagspa et hanzi.

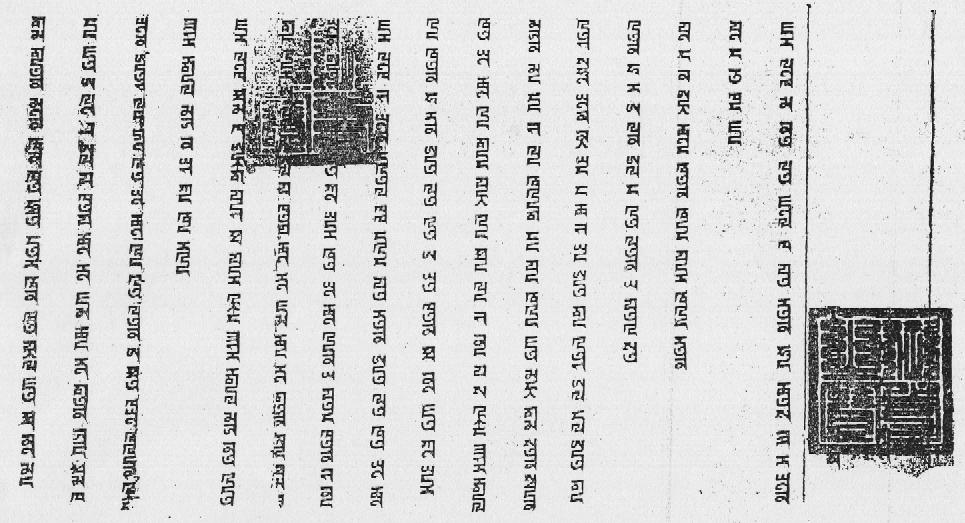
édit de la dynastie Yuan comprenant de l'écriture phagspa et des sceaux en chinois style grand sceau

Kubilaï avait l'ambition de créer une nouvelle écriture pour unifier l'écriture multilingue de l'Empire mongol. Il confia cette tâche à Drogön Chögyal Phagpa (1235 - 1280), un lama tibétain de l'école sakyapa du bouddhisme tibétain, qu'il avait connu durant sa jeunesse, puisque c'est ce moine tibétain qui lui a appris les enseignements bouddhistes et qui l'a aidé dans sa conversion à cette religion. En réponse, Chögyal Phagpa a modifié l'écriture tibétaine traditionnelle et a créé une nouvelle série de caractères appelée l'écriture Phagspa qui a été finalisée en 1268. Kubilai Khan décida d'utiliser l'écriture Phagspa comme écriture officielle de l'empire, y compris lorsqu'il est devenu empereur de Chine en 1271, à la place des idéogrammes chinois qui étaient vus comme trop difficile par la population mongole. L'écriture Phagspa fut utilisée pendant 110 ans et l'on pense qu'elle a influencé le développement de l'écriture coréenne moderne. L'écriture Phagspa est tombée en désuétude après l'effondrement de la dynastie Yuan en 1368,. De nombreux édits et règlements tentèrent de populariser l'écriture Phagspa. On la trouve sur des documents officiels de l'époque : bons monétaires, passeports, sceaux officiels (ils continuerons d'être utilisés par les moines jusqu'au XXe siècle) et certaines porcelaines, ce qui peut permettre d'aider à dater ces objets. Cette écriture est toujours utilisée, avec le mongol bitchig (également appelée alphabet ouïghour) et le mongol cyrillique sur les billets de Mongolie.

### Langues de la dynastie Yuan
L'administration de l'Empire des Yuans considère trois langues officielles, le mongol, le chinois et le persan

### Arts visuels

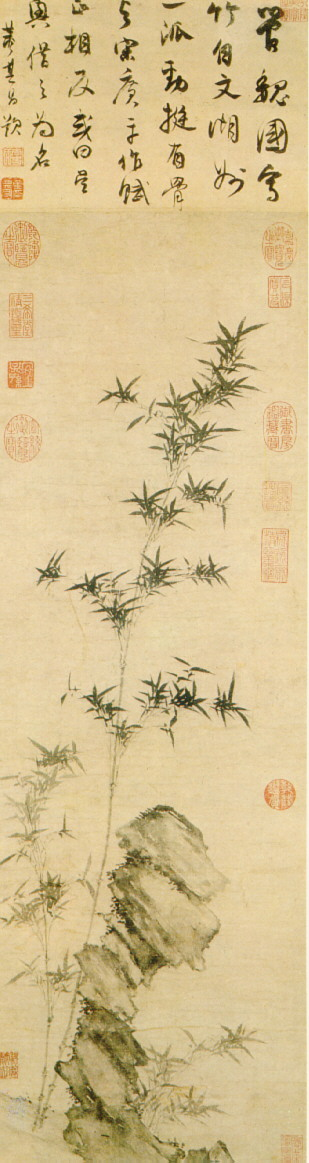
Guan Daosheng, 1262 — 1319, Bambou et rocher, encre sur papier,, Musée national du palais, Taipei.

- La suprématie des Mongols sur une immense partie du continent eurasiatique, la sécurité apportée sur les routes commerciales, tout ceci favorisa l'établissement de contacts entre la culture chinoise et des cultures très éloignées. Ainsi le cobalt « mahométan » (selon les textes)[103], peut être importé massivement, à la fin de la dynastie Yuan, vers le site de Jingdezhen, et appliqué à la fabrication des porcelaines en introduisant dans le même temps des motifs floraux et ornementaux inspirés de décors perses[104] et peints rapidement afin de destiner ces produits à l'exportation (comme nous pouvons le constater dans les motifs qui ornent le plat reproduit dans Art chinois : Dynastie Yuan). Cette pratique artistique qui effectue, dans l'univers mongol, la synthèse de plusieurs cultures établira Jingdezhen comme le centre mondial de production de la porcelaine pour les siècles suivants : du XVe au XVIIIe.

- Du côté des lettrés, exclus des rouages de l'administration centrale, le retrait obligé ou choisi loin de la cour et loin des grandes villes les amena vers des formes nouvelles d'expression et de nouveaux sujets. Ceux que l'on appelle aujourd'hui les quatre maîtres de la dynastie Yuan : Huang Gongwang, Wu Zhen, Ni Zan et Wang Meng furent les animateurs de la résistance au souverain Yuan. Dans ces conditions, la disparition de l'académie, qui imposait les règles depuis la cour des Song, leur offrit l'occasion de la liberté et de « l’individualisme ». Dans le choix des sujets, des sujets évoquant l'inflexibilité, le renouveau, la pureté et le retrait donnèrent tous leurs sens cachés aux peintures des « quatre nobles » : bambou, fleurs de prunier, orchidée et chrysanthème, ou aux pins et au lotus. Les relations, au sein d'une composition entre ses constituants se chargea encore plus de signification : relation entre des arbres perçus comme s'ils incarnaient des gentilshommes (lettrés)[105], relation entre bambou et rocher (l'un plie, l'autre résiste), entre espace vide et sujets soumis aux aléas des éléments, relation entre l'échelle minuscule d'un lettré retiré dans une humble chaumière ou un simple abri et la nature immense, montagne ou bord de mer. Un semblable esprit contestataire se manifesta dans les poèmes accompagnant les peintures « fleurs et oiseaux » ou « herbes et insectes » de Qian Xuan (voir ci-dessous : Galerie de peintures)[106].

Autre trait spécifique à la période Yuan : l'archaïsme que l’on peut constater chez Zhao Mengfu (1254–1322) lui permet d'affirmer, comme dans cette page avec « Rochers et forêts », où rochers et troncs d'arbres sont évoqués d’un trait sec et rapide qui provient du tracé « blanc évanescent » de la calligraphie. Dans le groupe d'un gentilhomme toungouse et de son cheval il utilise un autre registre expressif, en style d'esquisse il sait évoquer le vent de tempête, combiné avec un pinceau précis, pour les vêtements en particulier. L'archaïsme qui lui fait se référer à des artistes comme Dong Yuan, ou plus anciens, des Ve et VIe siècles (consultables dans la collection impériale de Pékin), signifie pour lui simplicité dans les formes d'expression et économie de moyens dans la représentation de l'essence des choses, prises dans le temps et le changement perpétuel. Il resta un modèle pour de nombreuses générations. Il est aussi l'un des premiers à calligraphier sur le même support une composition littéraire personnelle. Et en tant que peintre de cour, on peut remarquer que ses peintures de chevaux étaient appréciées de ces souverains qui avaient conquis leur empire à dos de cheval.

#### Galeries de peintures

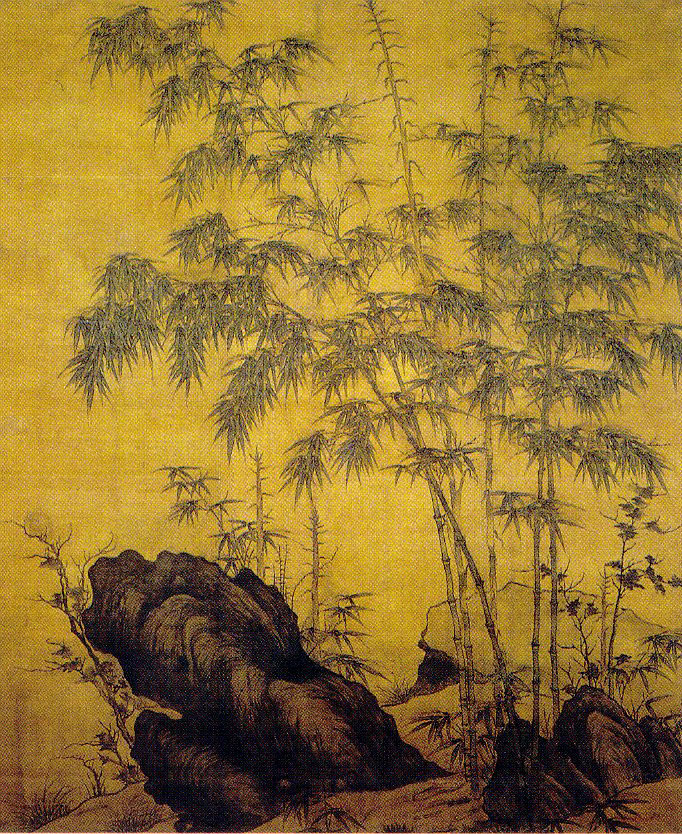
Bambou et rocher, Li Kan, début dynastie Yuan, rouleau mural, encre et couleur sur soie, 185,5 × 153,7 cm. Musée du palais, Beijing.
Rochers et forêt Zhao Mengfu, 1254 1322, encre sur papier, rouleau horizontal 27,5 × 62,8 cm, Musée du palais, Beijing
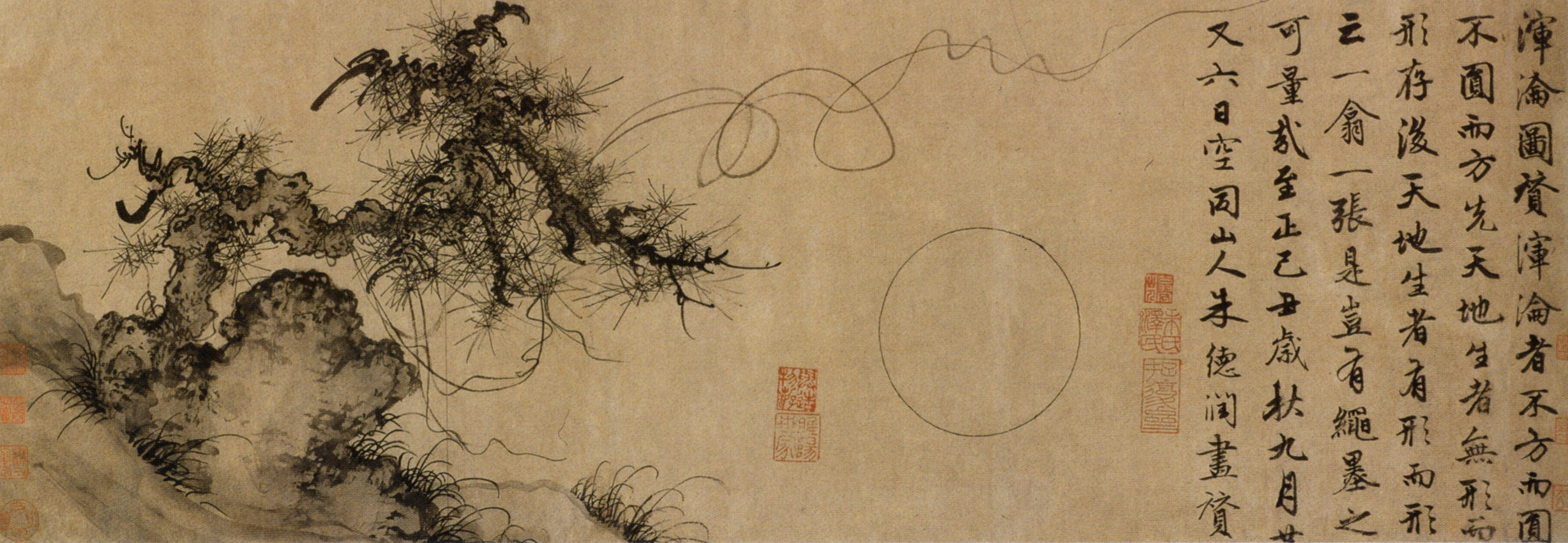
Chaos primordial ou L'Origine primordiale (Hundun tu), Zhu Derun, 1349, rouleau portatif horizontal, encre sur papier, 31 × 205 cm. Musée de Shanghai.
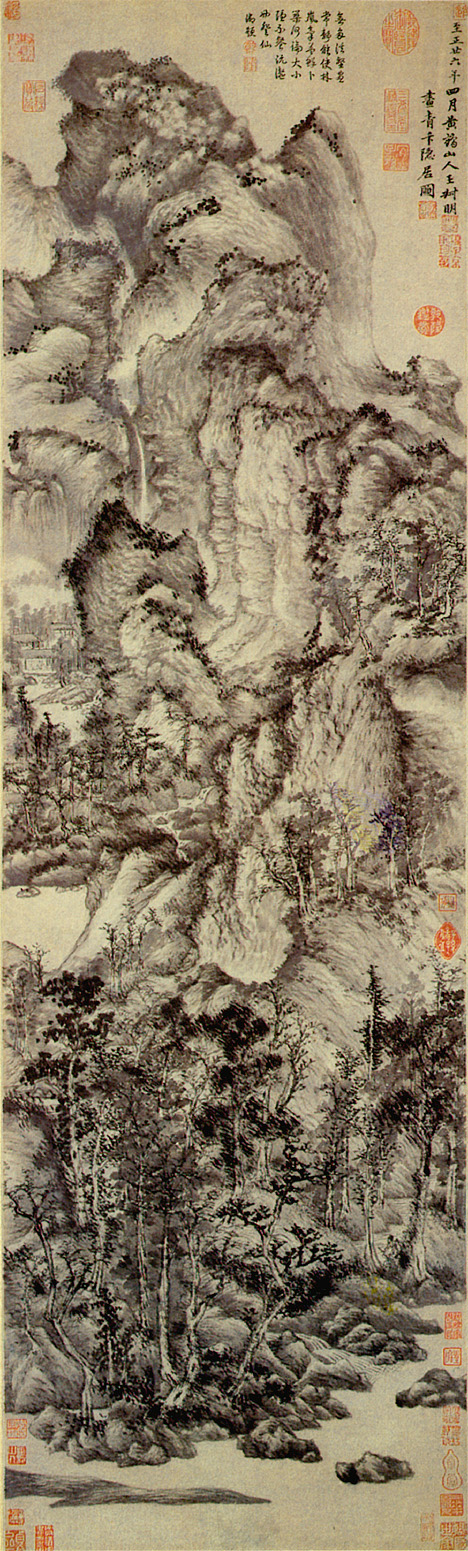
Séjour dans les monts Qingbian ou Habitation isolée dans les monts Qingbian Wang Meng (1308 1385), Rouleau vertical, 1366, encre sur papier, 141 × 42,4 cm. Musée de Shanghai.
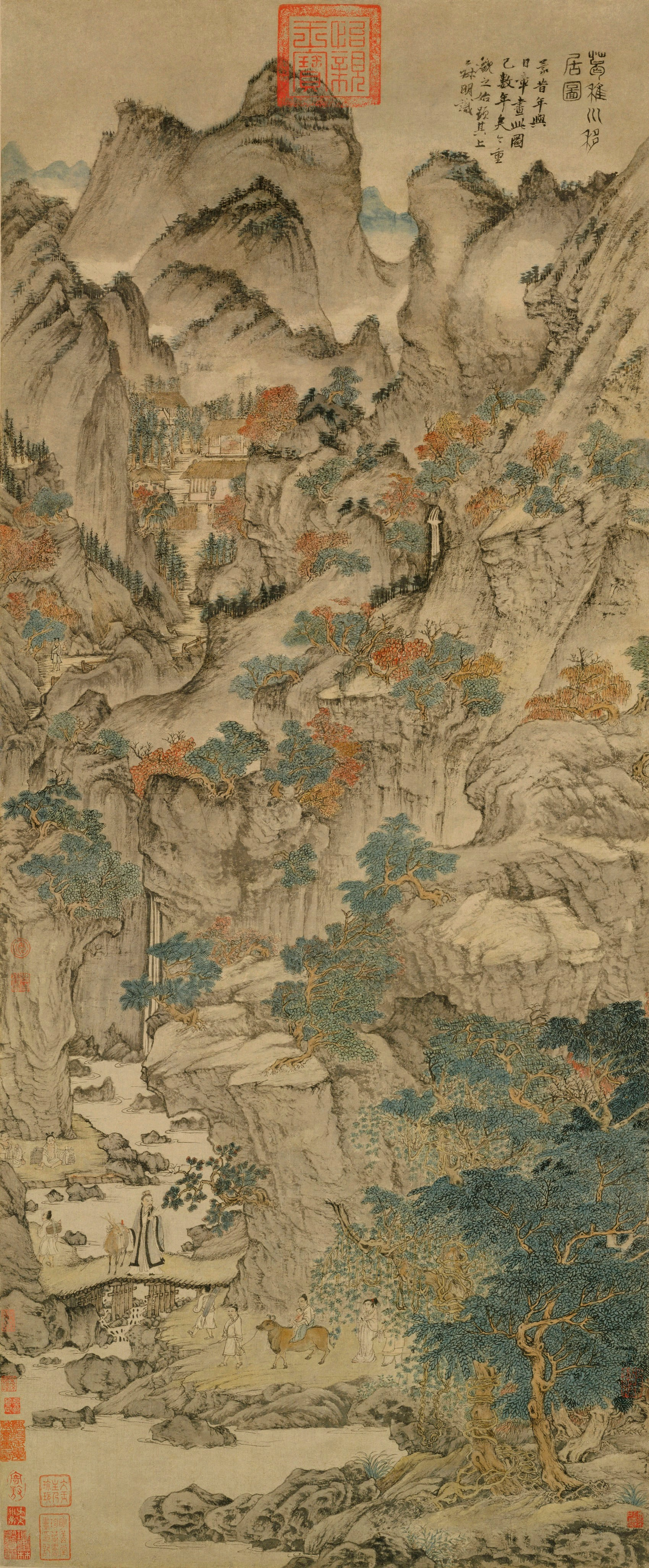
Ge Zichuan change de lieu de séjour, Wang Meng, rouleau vertical mural, vers 1360, encre et couleurs sur papier 139 × 58 cm. Musée du palais, Beijing.
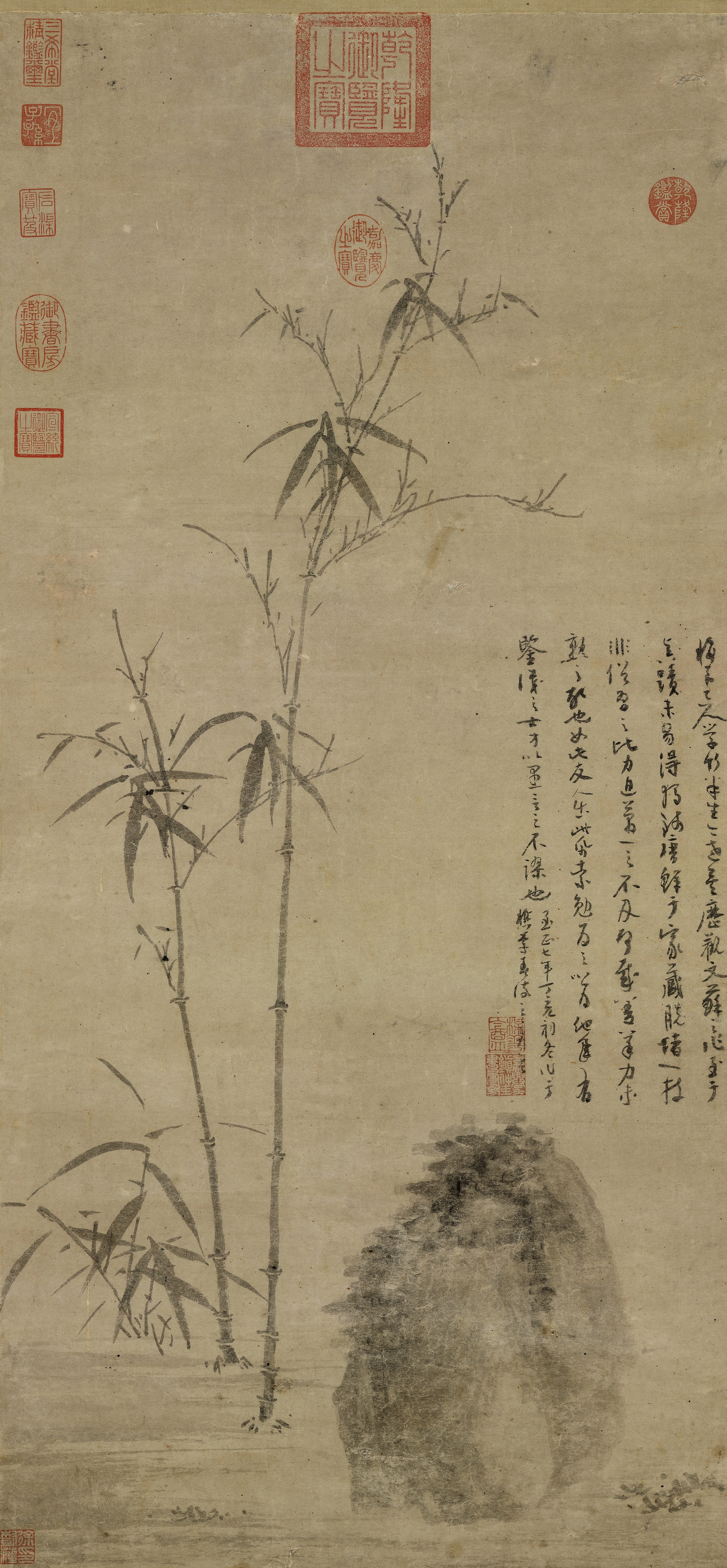
Bambous et rochers, Wu Zhen. encre sur papier, rouleau vertical, 90,6 × 42,5 cm. Musée national du palais, Taipei.
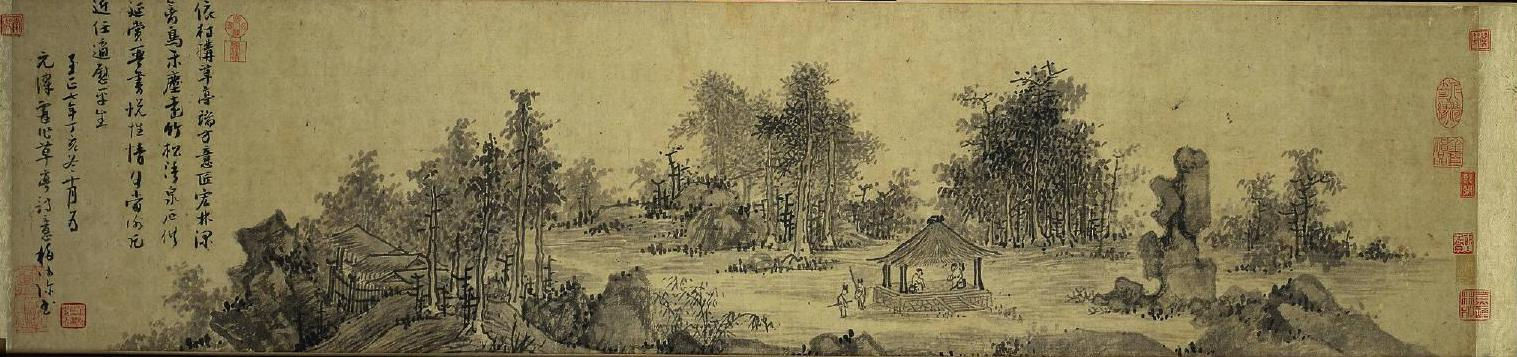
Sensation poétique dans une chaumière, Wu Zhen (1280-1354), 1347, rouleau horizontal, encre sur papier 23,8 × 99,4 cm. Cleveland Museum of Art.
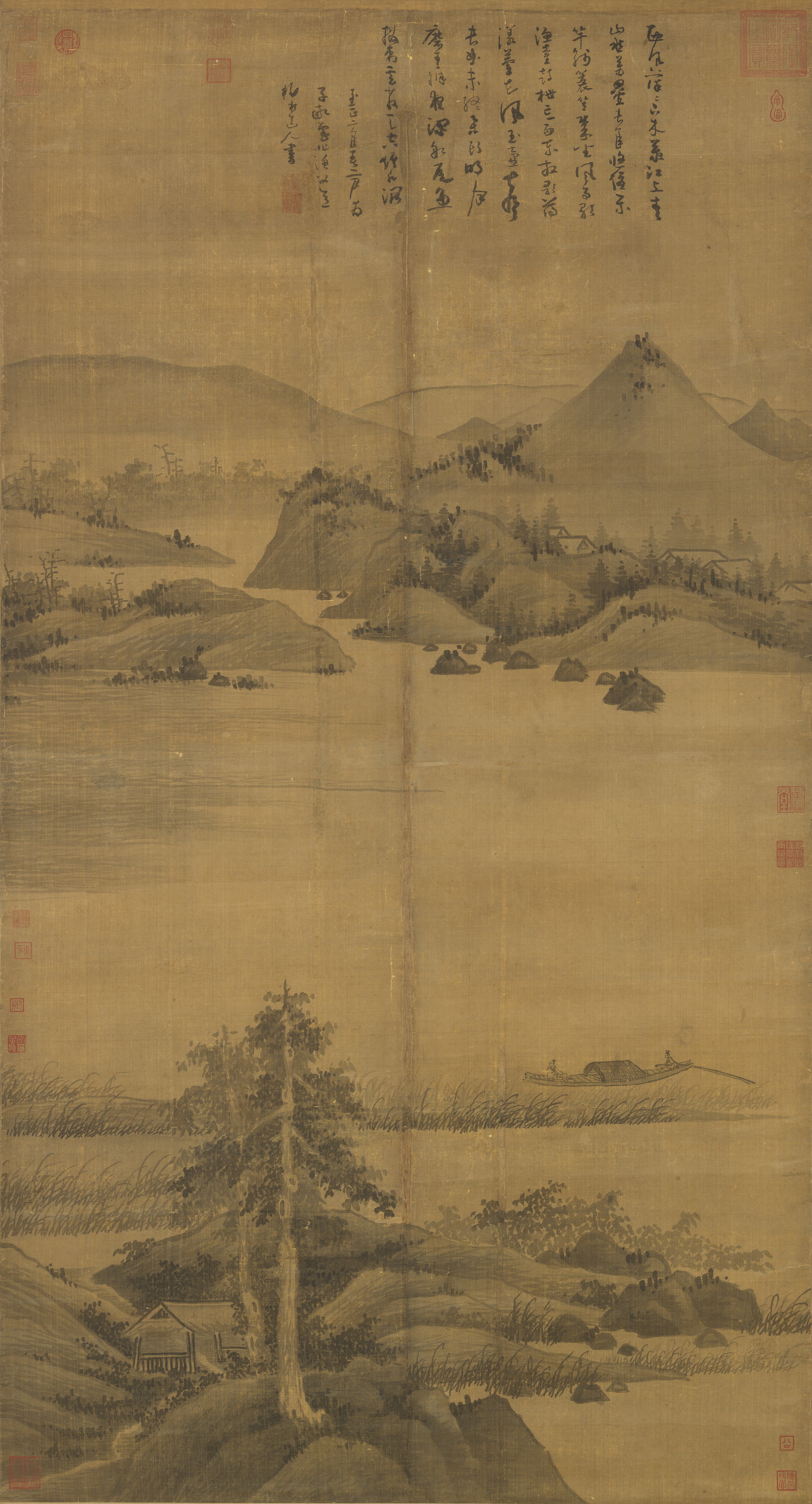
Vieux pêcheur (Fuyu tu), Wu Zhen, 1342, encre sur soie, rouleau vertical, 176,1 × 95,6 cm. Musée national du palais, Taipei.
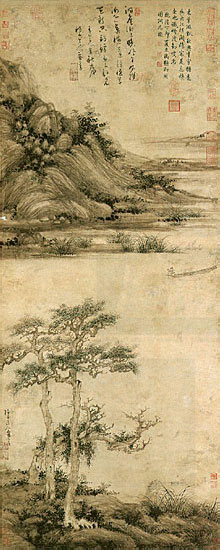
Hermite pêchant sur le lac Dongting, Wu Zhen (1280 — 1354),
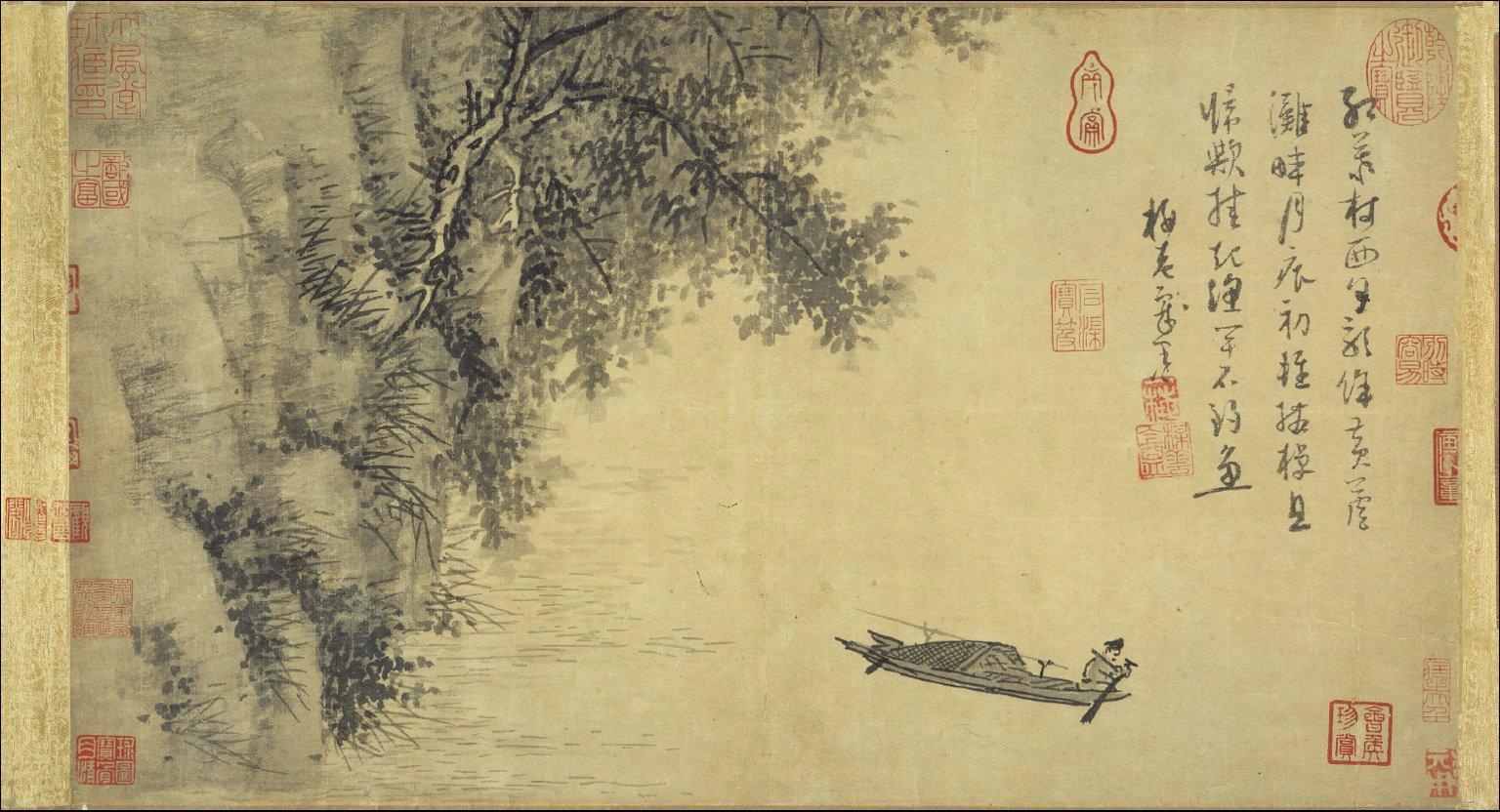
Un pêcheur, Wu Zhen ca.1350. rouleau horizontal, encre sur papier 24,8 × 43,2 cm. Metropolitan Museum of Art, New York
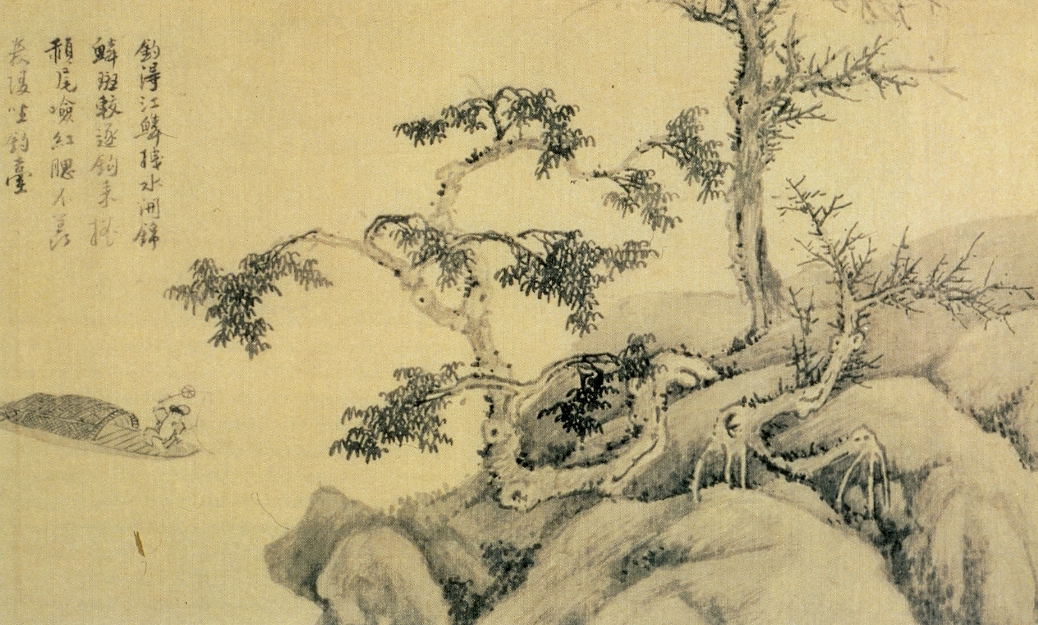
Groupe de pêcheurs, Wu Zhen, détail. 35,2 × 332 cm. 1345. Musée de Shanghai
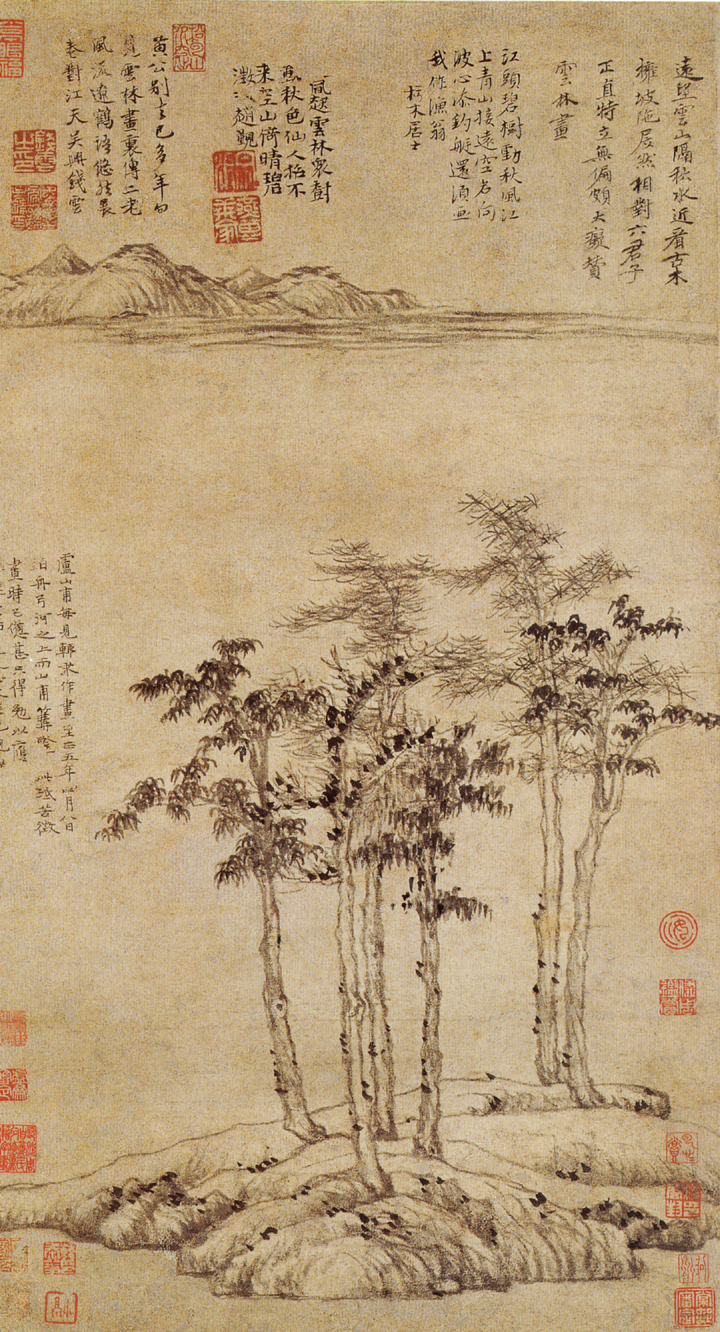
Six gentilshommes, Ni Zan, 1345, rouleau mural, encre sur papier, 61,9 × 33,3 cm. Musée de Shanghai.
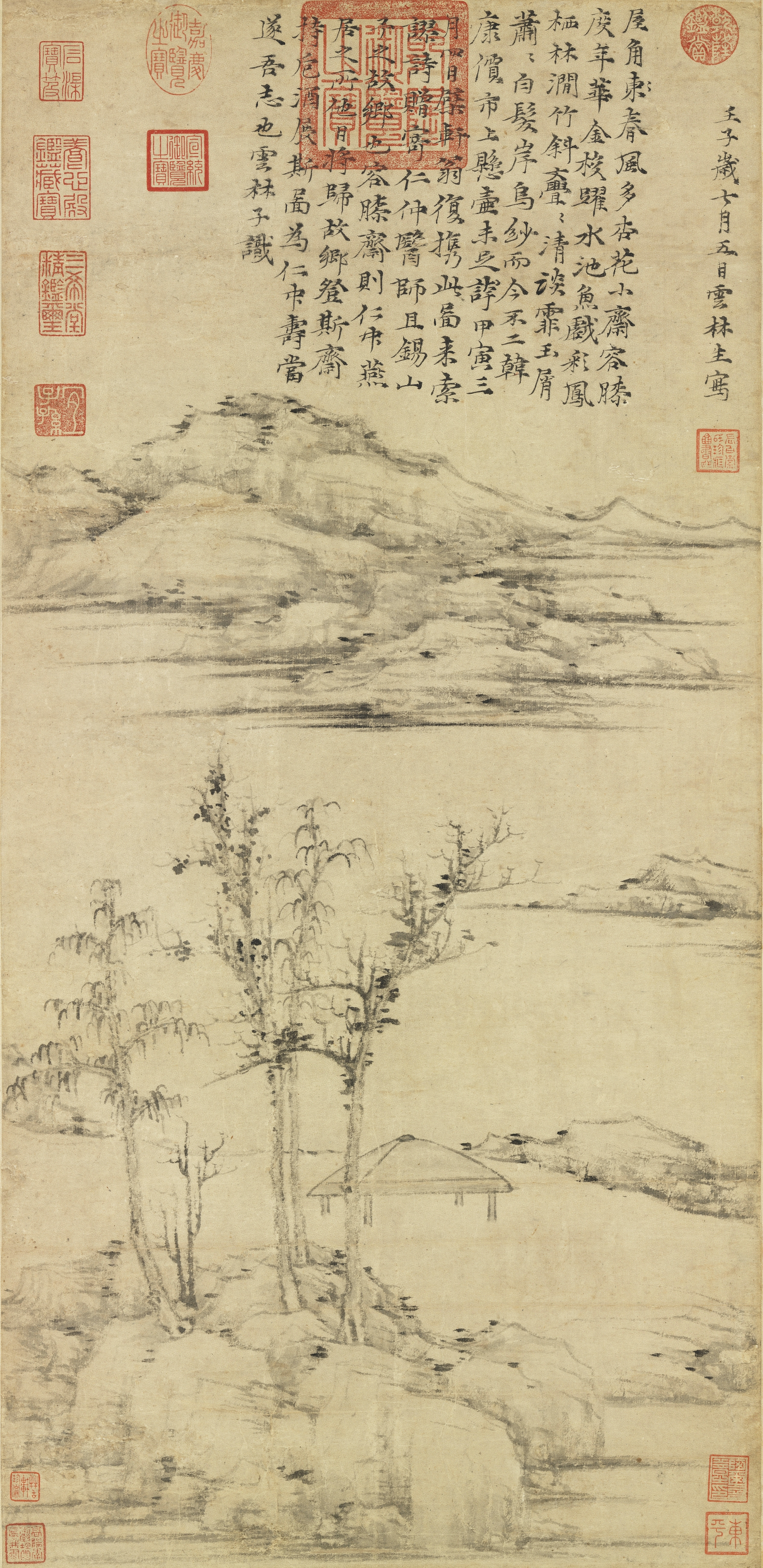
« L'atelier [minuscule] contenant [seulement] les genoux » » (容膝斋图), Ni Zan. 1372. Rouleau vertical, encre sur papier, 74,7 × 35,3 cm. Musée national du palais, Taipei.
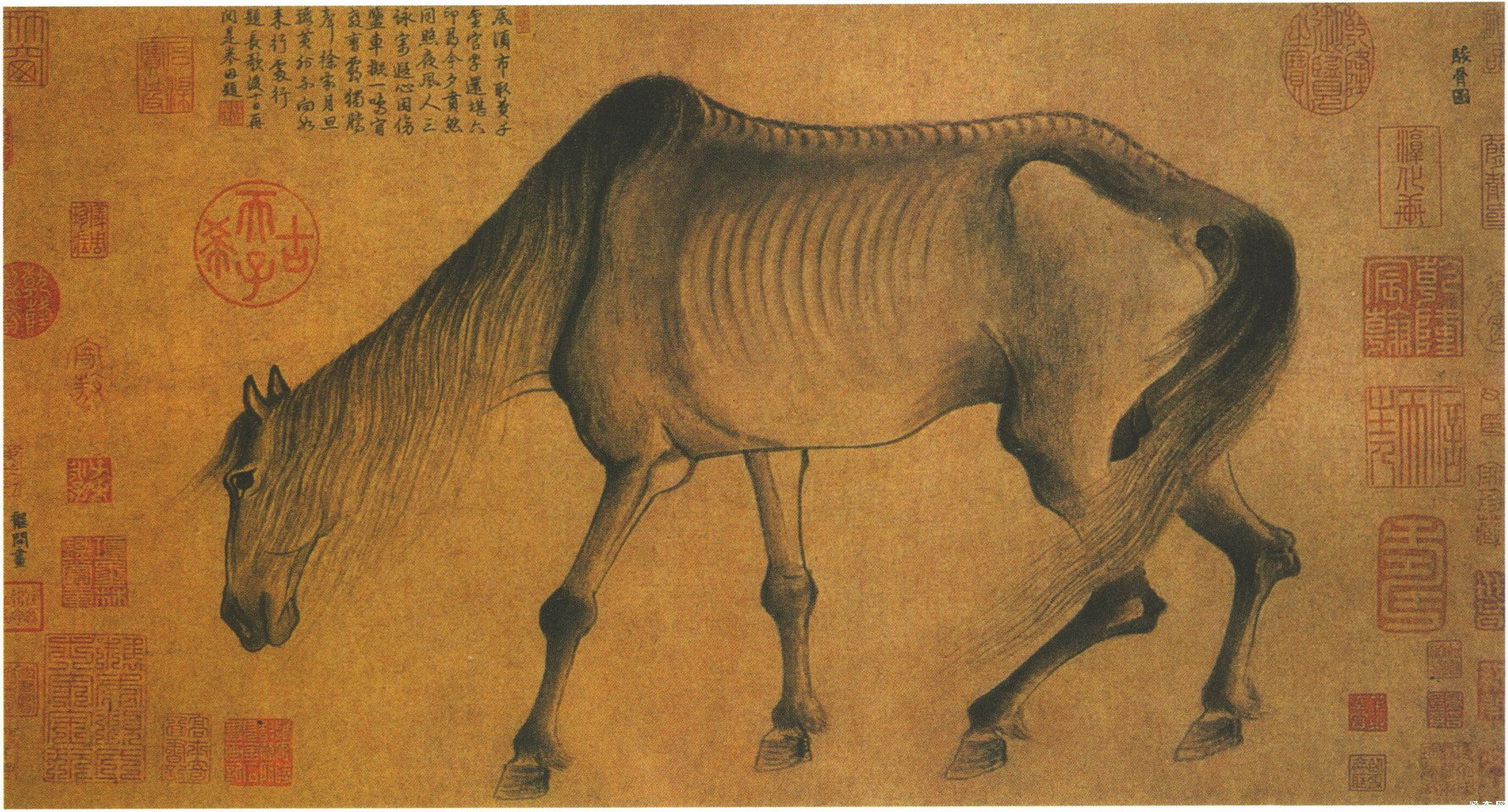
Le cheval maigre, Gong Kai, fin du XIIIe s., encre sur soie, 29,9 × 56,9 cm. Osaka, Musée des Beaux-Arts.
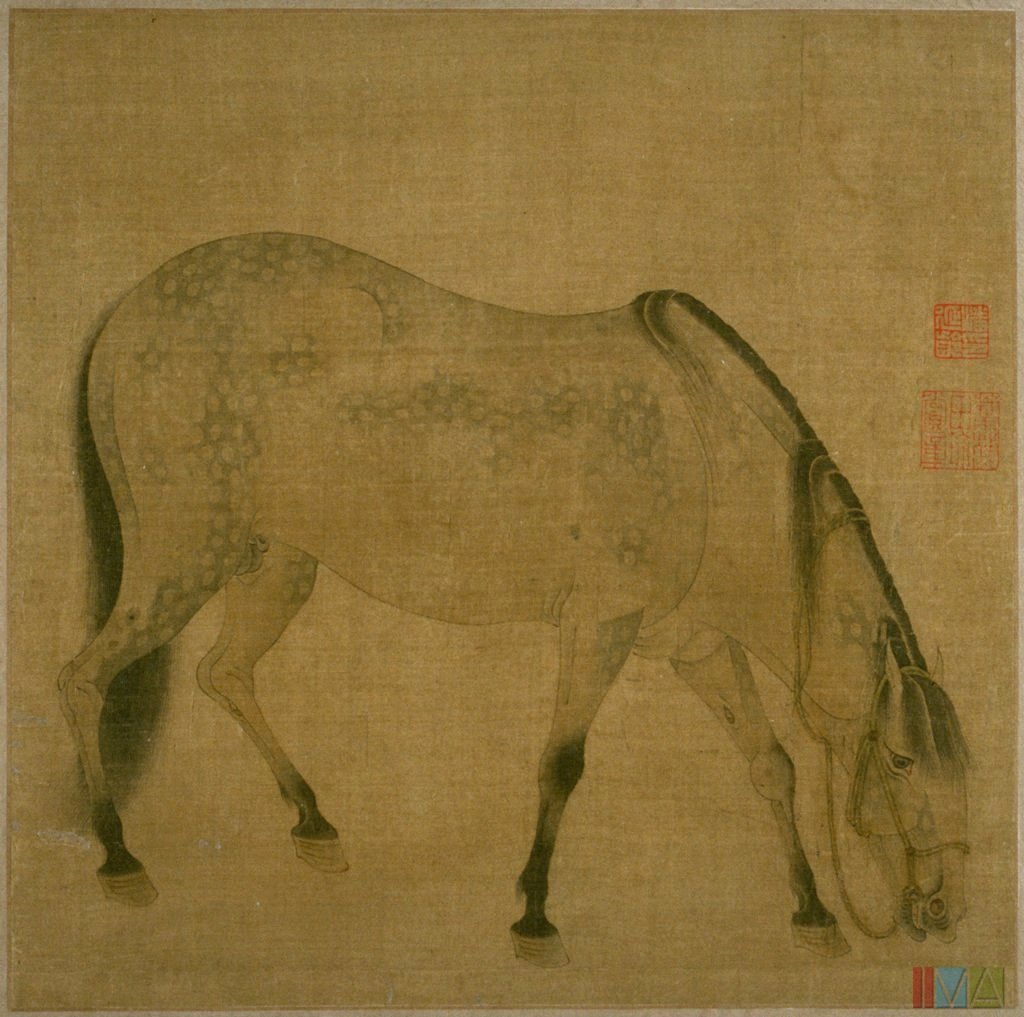
Un cheval, Ren Renfa, vers 1300, A. Musée d'État des arts Abilkhan Kasteyev de la République du Kazakhstan
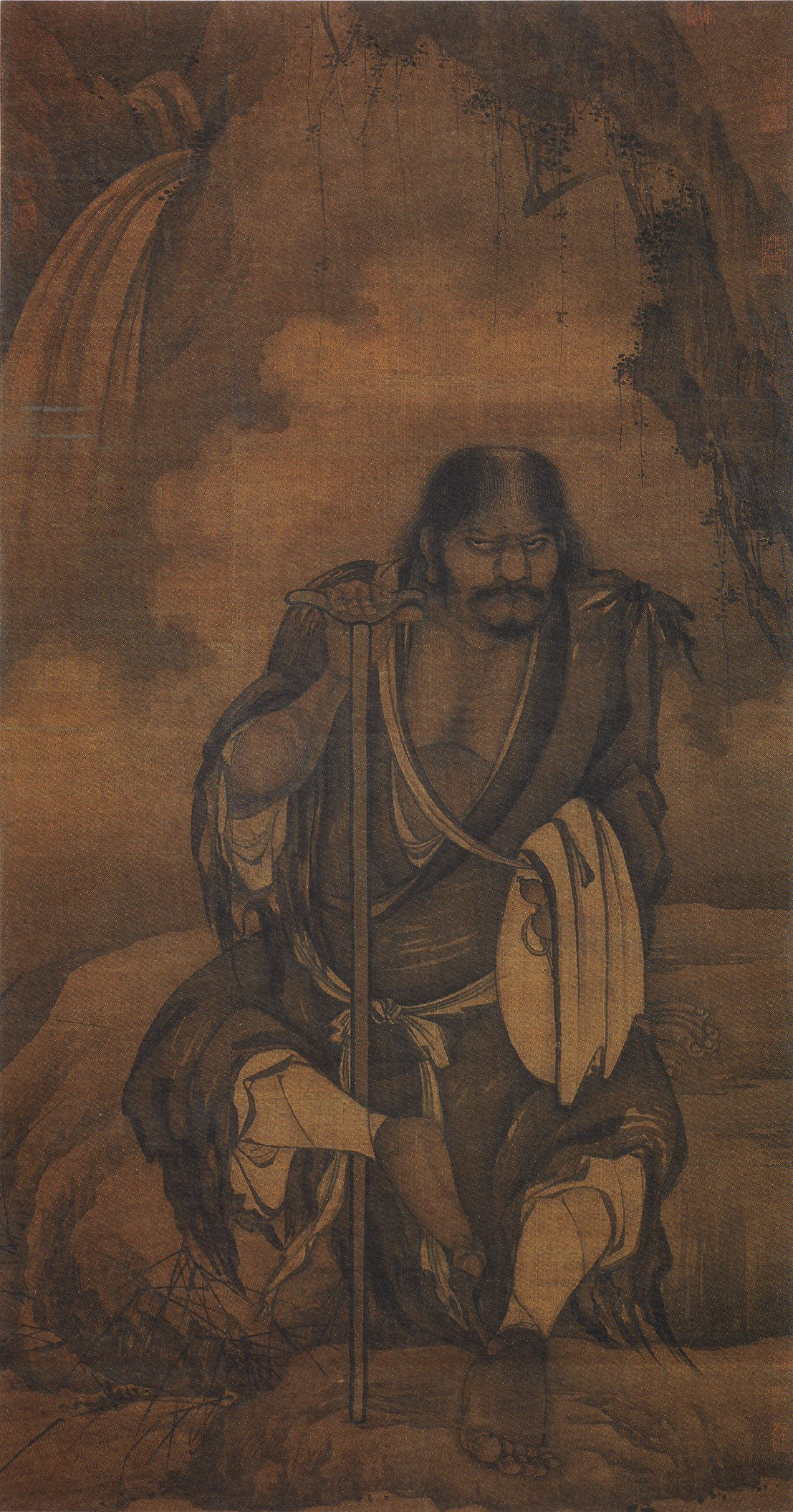
Li Xian ou Li Tieguai un des huit Immortels, Ya Hui (ou Yan Hui rouleau mural, encre sur soie, 146,5 × 72,5 cm. Palace Museum, Beijing
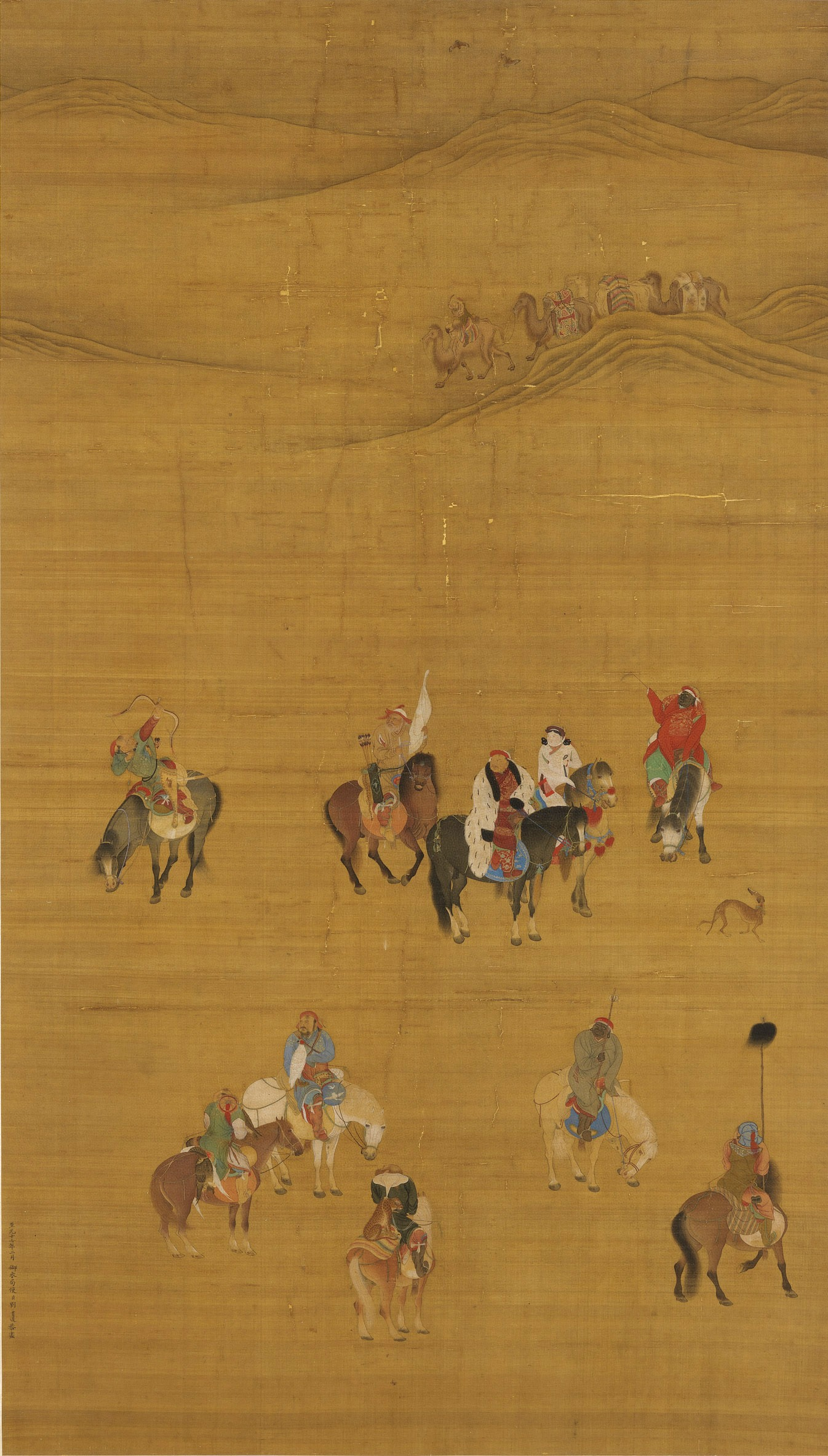
La chasse de Khubilai, attribué à Liu Guandao, ca. 1280, rouleau vertical, 182.9 х 104.1 cm. National Palace Museum, Taipei.
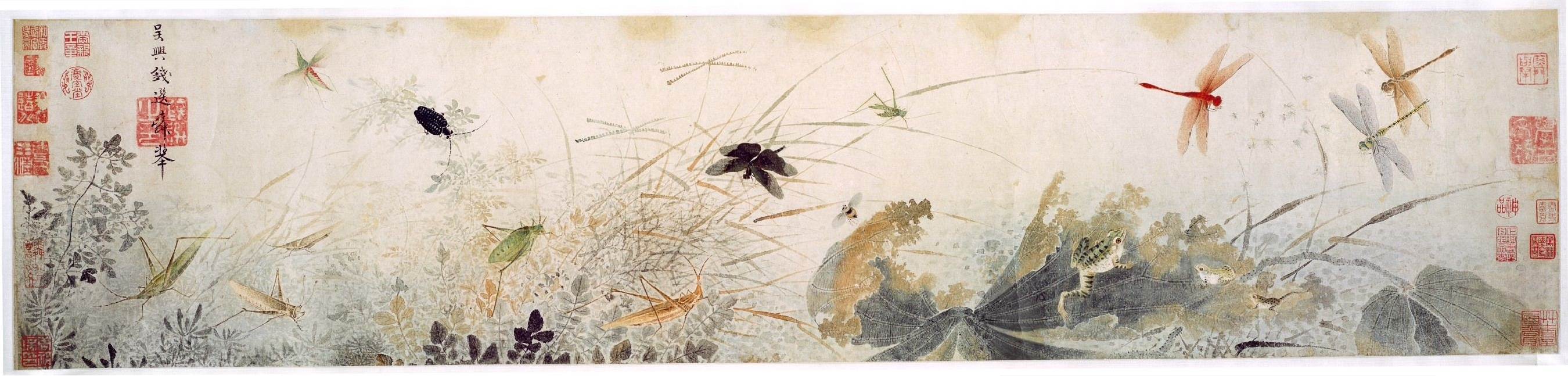
En automne au bord de l'étang, attribué à Qian Xuan (1235- après 1301), rouleau horizontal, encre et couleurs sur papier 26,7 × 120,7 cm, Detroit Institute of Arts
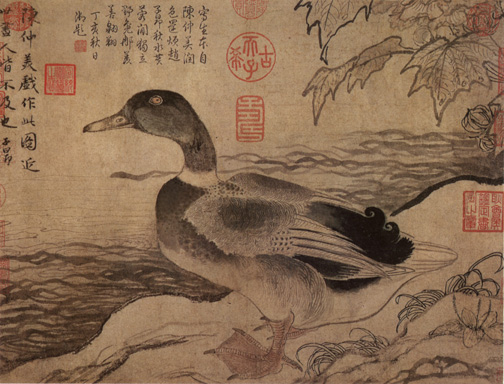
Canard au bord du torrent, Chen Lin, encre sur papier, rouleau vertical, 35,7 × 47,5 cm. National Palace Museum, Taipei.
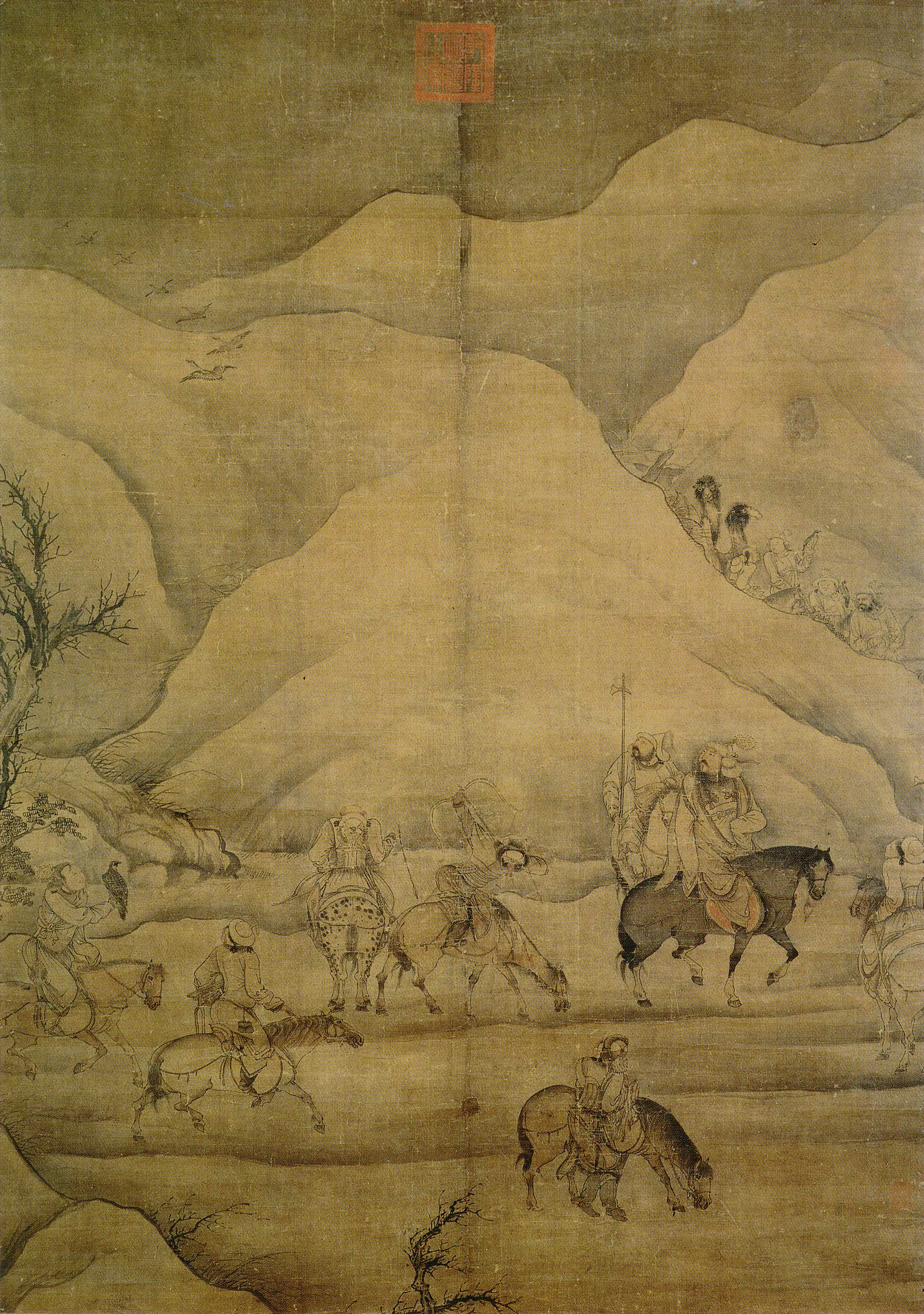
La chasse aux oies sauvages, anonyme fin XIIIe-début XIVe, encre et peinture sur soie, 131,8 × 93,9 cm. National Palace Museum, Taipei. L'homme sur le cheval noir ressemble à Témur Khan (1295-1307)

### Histoire de la Chine
- (en) Patricia Buckley Ebrey, The Cambridge Illustrated History of China, Cambridge University Press, 2010, 2e éd. (1re éd. 1996), 384 p. (ISBN 978-0-521-12433-1, lire en ligne)
- (en) Frederick W. Mote, Imperial China : 900–1800, Harvard University Press, 1999, 1106 p. (ISBN 978-0-674-01212-7, lire en ligne)
- Jacques Gernet, Le Monde chinois. Tome 2, L'époque moderne Xe – XIXe siècle, Paris, Armand Colin. Pocket, Agora, 2006, 378 p. (ISBN 2-266-16133-4).
- John K. Fairbank et Merle D. Goldman (trad. de l'anglais), Histoire de la Chine : Des origines à nos jours, Paris, Tallandier, 2010, 749 p. (ISBN 978-2-84734-626-8) Titre original : China, A New History, 1992, 1996, 2006 Harvard College.
- (en) Richard von Glahn, The Economic History of China : From Antiquity to the Nineteenth Century, Cambridge, Cambridge University Press, 2016

### Empire mongol et dynastie Yuan
- Marie Favereau : La Horde. Comment les Mongols ont changé le monde., 2023, Éd. Perrin,  (ISBN 978-2262099558).
- (en) David Morgan, « Who Ran the Mongol Empire? », The Journal of the Royal Asiatic Society of Great Britain and Ireland, vol. 114, no 1,‎ 1982, p. 124–136 (DOI 10.1017/S0035869X00159179)
- (en) David Morgan, The Mongols, Malden (Mass.)/Oxford, Wiley-Blackwell, 2007, 246 p. (ISBN 978-1-4051-3539-9)
- (en) Thomas Allsen, « The rise of the Mongolian empire and Mongolian rule in north China », dans Denis C. Twitchett et Herbert Franke (dir.), The Cambridge History of China: Volume 6, Alien Regimes and Border States, 710–1368, Cambridge University Press, 1994 (ISBN 978-0-521-24331-5), p. 321–413
- (en) Morris Rossabi, Khubilai Khan : His Life and Times, Los Angeles, University of California Press, 1988, 322 p. (ISBN 978-0-520-06740-0, lire en ligne)
- Morris Rossabi (trad. de l'anglais par Martine Leroy-Battistelli), Kubilaï Khan : empereur de Chine, Paris, Perrin, 1991, 259 p. (ISBN 2-262-00704-7)traduction française du précédent.
- (en) Morris Rossabi, The Mongols : A Very Short Introduction, Oxford University Press, 2012, 136 p. (ISBN 978-0-19-984089-2, lire en ligne)
- (en) Morris Rossabi, « The reign of Khubilai Khan », dans Denis C. Twitchett et Herbert Franke (dir.), The Cambridge History of China: Volume 6, Alien Regimes and Border States, 710–1368, Cambridge University Press, 1994 (ISBN 978-0-521-24331-5), p. 414–489
- (en) Ch'i-Ch'ing Hsiao, « Mid-Yuan Politics », dans Denis C. Twitchett et Herbert Franke (dir.), The Cambridge History of China: Volume 6, Alien Regimes and Border States, 710–1368, Cambridge University Press, 1994 (ISBN 978-0-521-24331-5), p. 490–560
- (en) John Dardess, « Shun-ti and the end of Yuan rule in China », dans Denis C. Twitchett et Herbert Franke (dir.), The Cambridge History of China: Volume 6, Alien Regimes and Border States, 710–1368, Cambridge University Press, 1994 (ISBN 978-0-521-24331-5), p. 561–586
- (en) Elizabeth Endicott-West, « The Yuan government and society », dans Denis C. Twitchett et Herbert Franke (dir.), The Cambridge History of China: Volume 6, Alien Regimes and Border States, 710–1368, Cambridge University Press, 1994 (ISBN 978-0-521-24331-5), p. 587–615
- (en) Frederick W. Mote, « Chinese society under Mongol rule, 1215-1368 », dans Denis C. Twitchett, Herbert Franke et John King Fairbank (dir.), The Cambridge History of China: Volume 6, Alien Regimes and Border States, 710–1368, Cambridge University Press, 1994, 616–664 p. (ISBN 978-0-521-24331-5)
- (en) George Lane, Daily Life in the Mongol Empire, Greenwood Publishing, 2006, 312 p. (ISBN 978-0-313-33226-5, lire en ligne)
- (en) Thomas Allsen, Culture and Conquest in Mongol Eurasia, Cambridge University Press, 2001, 264 p. (ISBN 978-0-521-80335-9)
- Timothy Brook (trad. de l'anglais par Odile Demange), Sous l’œil des dragons : La Chine des dynasties Yuan et Ming, Paris, Payot, 2012, 421 p. (ISBN 978-2-228-90804-7).
- Henri Cordier, Histoire générale de la Chine : et de ses relations avec les pays étrangers : depuis les temps les plus anciens jusqu'à la chute de la dynastie Mandchoue, vol. II Depuis Les Cinq Dynasties (907) jusqu’à la chute des Mongols (1368), Paris, P. Geuthner, 1920-1921 (BNF 37453441) lire en ligne sur Gallica
- Thierry Kellner, « Le 'Dragon' et le 'Simorgh' : une alliance en formation ? », Which Energy, What Security for Iran and its Neighbours, Genève, Geneva International Peace Research Institute (GIPRI) / Université Libre de Bruxelles,‎ 23-24 novembre 2006 (lire en ligne)
- Delphine Weulersse, « La Chine sous la dynastie mongole des Yuan, 1279-1368 », dans Jean Favier (dir.), XIVe et XVe siècles : crises et genèses, Paris, Presses universitaires de France, coll. « Peuples et civilisations », 1996, p. 755-783

### Histoire de l'art
- Danielle Elisseeff, Histoire de l'art : De la Chine des Song (960) à la fin de l'Empire (1912), Paris, École du Louvre, Éditions de la Réunion des Musées Nationaux (Manuels de l'École du Louvre), 2010, 381 p. (ISBN 978-2-7118-5520-9) Ouvrage de référence, bibliographie et Sites Internet.
- He Li (trad. de l'anglais), La Céramique chinoise, Paris, Éditions de l'amateur / L'aventurine, 2007, 352 p. (ISBN 978-2-85917-246-6 et 2-85917-246-7).
- Cécile Beurdeley et Michel Beurdeley, La Céramique chinoise : Le Guide du connaisseur, Paris, Office du livre, Fribourg - Éditions Vilo, 1974 (réédition Charles Moreau 2005)
- Gabriele Fahr-Becker (sous la direction de), Les Arts de l'Asie orientale. Tome 1, Cologne, Könemann, 1999, 406 p. (ISBN 3-8290-1743-X).
- Gilles Béguin, L'art bouddhique, Paris, CNRS (éditions), 2009, 415 p. (ISBN 978-2-271-06812-5).
- Zheng Xinmiao (dir) et : Zhang Hongxing, Guo Guang, Christian Vair(Traducteur) (trad. du chinois), Peinture chinoise, France, Citadelles et Mazenod, 2011, 261 p. (ISBN 978-2-85088-129-9), (rel. sous emboitage).
- Yang Xin, Richard M. Barnhart, Nie Chonghzeng, James Cahill, Lang Shaojun, Wu Hung (trad. de l'anglais), Trois mille ans de peinture chinoise, Arles, Philippe Piquier, 2003, 402 p. (ISBN 2-87730-667-4).
- Emmanuelle Lesbre et Liu Jianlong, La Peinture chinoise, Paris, Hazan, 2004, 479 p. (ISBN 2-85025-922-5).

## Pour approfondir
- Bettine Birge, « Levirate marriage and the revival of widow chastity in Yüan China », Asia Major, vol. 8, no 2,‎ 1995, p. 107–146 (JSTOR 41645519)
- « "Ta Chin" (Great Golden): The Origin and Changing Interpretations of the Jurchen State Name », T'oung Pao, vol. 77,‎ 1991, p. 253–299 (JSTOR 4528536)
- Yüan Thought : Chinese Thought and Religion Under the Mongols, New York, NY, Columbia University Press, 1982, 545 p. (ISBN 978-0-231-05324-2)
- Arthur Cotterell, The Imperial Capitals of China : An Inside View of the Celestial Empire, London, England, Pimlico, 2007, 304 p. (ISBN 978-1-84595-009-5)
- Gregory G. Guzman, « Were the Barbarians a Negative or Positive Factor in Ancient and Medieval History? », The Historian, vol. 50, no 4,‎ 1988, p. 558–571 (DOI 10.1111/j.1540-6563.1988.tb00759.x)
- Peng Yoke Ho, Li, Qi and Shu : An Introduction to Science and Civilization in China, Hong Kong University Press, 1985, 262 p. (ISBN 978-0-486-41445-4, lire en ligne)
- Joseph Dauben, The Mathematics of Egypt, Mesopotamia, China, India, and Islam : A Sourcebook, Princeton University Press, 2007, 685 p. (ISBN 978-0-691-11485-9, lire en ligne), « Chinese Mathematics »
- Patricia Buckley Ebrey, Chinese Civilization : A Sourcebook, Simon and Schuster, 24 novembre 2009, 2e éd., 524 p. (ISBN 978-1-4391-8839-2, lire en ligne)
- Elizabeth Endicott-West, « Imperial governance in Yüan times », Harvard Journal of Asiatic Studies, vol. 46, no 2,‎ 1986, p. 523–549 (DOI 10.2307/2719142, JSTOR 2719142)
- Elizabeth Endicott-West, The Cambridge History of China : Volume 6, Alien Regimes and Border States, 710–1368, Cambridge University Press, 1994, 864 p. (ISBN 978-0-521-24331-5, lire en ligne), « The Yuan government and society »
- John D. Langlois, China Under Mongol Rule, Princeton, Princeton University Press, 1981, 515 p. (ISBN 978-0-691-10110-1)
- John D. Langlois, « Report on the research conference: The Impact of Mongol Domination on Chinese Civilization », Sung Studies Newsletter, vol. 13,‎ 1977, p. 82–90 (JSTOR 23497251)
- Ann Paludan, Chronicle of the China Emperors, London, England, Thames & Hudson, 1998, 224 p. (ISBN 978-0-500-05090-3)
- John Joseph Saunders, The History of the Mongol Conquests, University of Pennsylvania Press, 2001 (1re éd. 1971), 275 p. (ISBN 978-0-8122-1766-7, lire en ligne)
- Owen, Stephen, "The Yuan and Ming Dynasties", in Stephen Owen, ed. An Anthology of Chinese Literature: Beginnings to 1911. New York: W. W. Norton & Company, 1997. p. 723-743. (Archive).
- “Directory of Scholars Working in Sung, Liao, Chin and Yüan”. 1987. “Directory of Scholars Working in Sung, Liao, Chin and Yüan”. Bulletin of Sung and Yüan Studies, no. 19. Society for Song, Yuan, and Conquest Dynasty Studies: 224–54. JSTOR:23497542.
- John Masson Smith, Jr., « Review: Nomads on Ponies vs. Slaves on Horses », Journal of the American Oriental Society, vol. 118, no 1,‎ jan–mar 1998, p. 54–62 (DOI 10.2307/606298, JSTOR 606298)
- K. T. Wu, « Chinese Printing under Four Alien Dynasties: (916-1368 A. D.) », Harvard Journal of Asiatic Studies, vol. 13, nos 3/4,‎ 1950, p. 447–523 (ISSN 0073-0548, DOI 10.2307/2718064, JSTOR 2718064)
- Gang Zhao, « Reinventing China: Imperial Qing Ideology and the Rise of Modern Chinese National Identity in the Early Twentieth Century », Modern China, vol. 32, no Number 1,‎ janvier 2006, p. 3–30 (DOI 10.1177/0097700405282349, JSTOR 20062627, lire en ligne [archive du 25 février 2014], consulté le 23 mai 2014)